# ولاية أنطالية
وِلَايَةُ أَنْطَالِيَة (بالتركية: آنطالیه ولایت) من ولايات تركيا. عاصمتها مدينة أنطالية تبلغ مساحتها 20,599 كم2 ويبلغ عدد سكانها 1,719,751 نسمة كما يبلغ معدل الكثافة السكانية 83/كم2 تقع جنوب غرب تركيا.
أنطالية تقع في جنوب تركيا، في غرب منطقة البحر الأبيض المتوسط، وهي ولاية تأسست بين خليج أنطالية وجبال طوروس الغربية.
أما من حيث المساحة فهي سادس أكبر ولاية في تركيا حيث يحدها من الجنوب البحر الأبيض المتوسط ومن الغرب ولاية مغلة ومن الشمال مدينتي بردور وإسبرطة ومن الشمال الشرقي (قونية) أما من الشرق فيحدها ولايتي قرمان ومرسين.
وقد شهدت مدينة أنطالية تطورا ملحوظا اعتبارا من عام 1980 وذلك بسبب ظروف المناخ المعتدلة والتأثيرات السياحية الفعالة وبشكل ملحوظ، صُنّفت أنطالية كخامس مدينة في تركيا من حيث الازدحام. وتعتمد الحياة الاقتصادية في أنطالية بشكل كبير على التجارة والزراعة والسياحة.
وقد شهدت مدينة أنطالية قيام العديد من الحضارات على أرضها قبل التاريخ وهي أكثر مدينة في تركيا غنيه بالأماكن الأثرية القديمة وهذه المدن على التوالي: ليكايا، ليديا، بامفيليا، بيرجمان، البيزنطية، السلجوقية، العثمانية وأخيراً الجمهورية التركية وعلى الرغم من ذلك فأين من هذه الحضارات لم تمثل عاصمة لأنطالية
ويقع إقليم كامل على البحر الأبيض المتوسط بولاية أنطالية وهو تحت تأثير إقليم البحر الأبيض المتوسط وباستئناء المستوطنات فإن جزء كبير منها تكون من هضبة مغطاة بحقول القمح
ويقع في أنطالية قيادة القوات التعليمية لجنود المشاة 3 المرتبطة بقيادة القوات البرية القوات المسلحة التركية وقيادة الجو الميداني المرتبطة بقيادة القوات الجوية

أماكن المحافظات في تركيا

## أصلالكلمة[؟]
وفقا للتراث فإنه في عصر الدولة الهلنستية أمر الملك بيرجما أتالوس الثاني رجاله بالعثور على (جنة في الأرض)..إن الملك أتالوس الثاني الذي أعجبه المكان الذي عثر عليه الجنود (المعروف اليوم باسم أنطالية) قام بإنشاء ميناء هذه المدينة لافتاً الانتباه إلى الأهمية الاستراتيجية لهذه المنطقة. وأطلق عليها الملك مؤسس هذه المدينة اسم (أتالية) وذكرت في المصادر العربية باسم (أنطالية)، أما في المصادر التركية سميت باسم (اداليا) وفي بدايات الربع الأول للقرن[ ؟ ] العشرين سميت باسم (أنطالية) وقد عرفت أنطالية بأسماء عديدة في شكل وصفيا لها مثل (انطالينييس، انطالينس، انطالينوس، انطاليلانا)

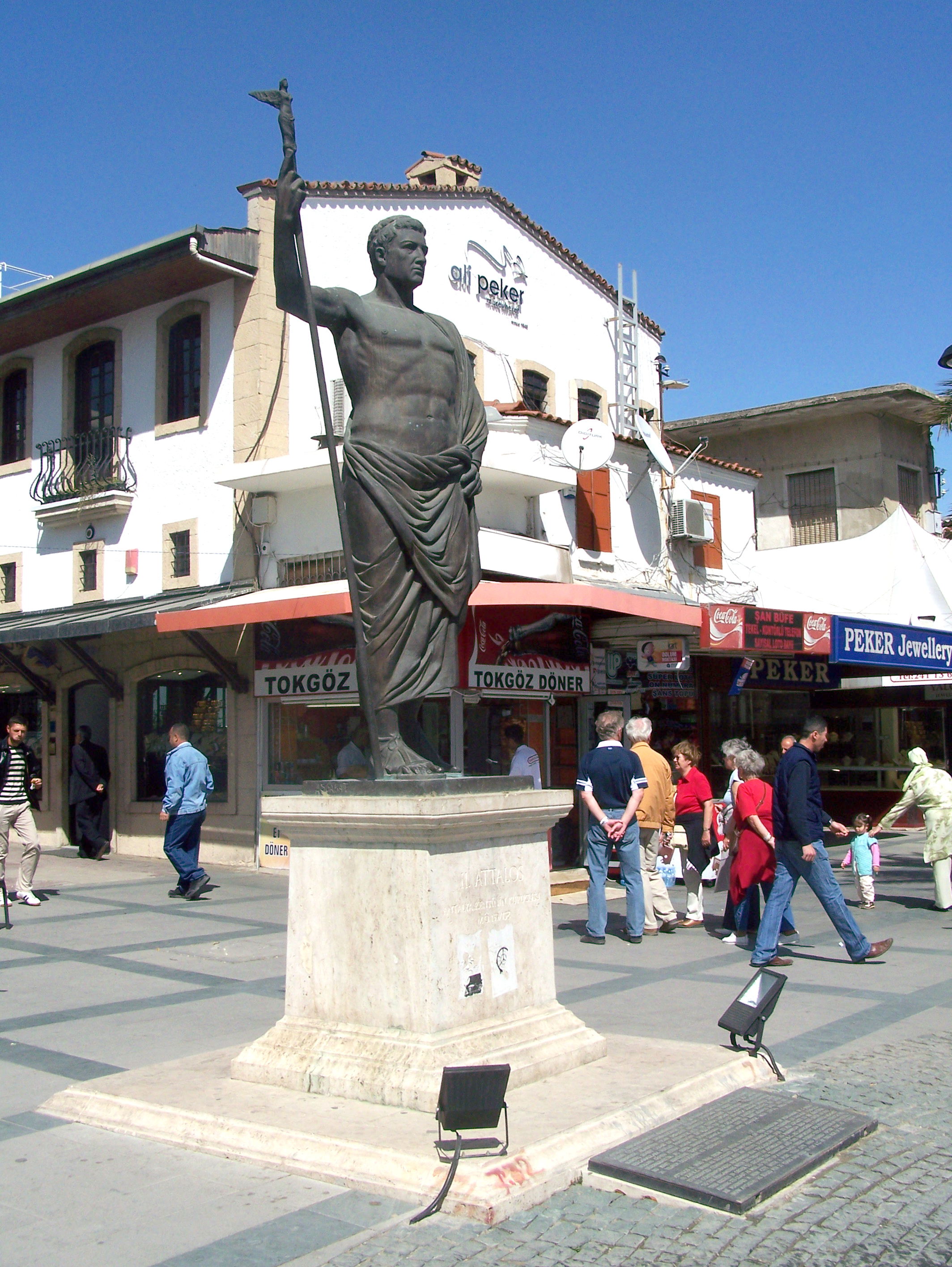
التمثال الذي اتخذ اسم أتالوس الثاني في انطاليا ويقع في وسط المدينة

## ما قبل العصور الأولى
إن مغارة[ ؟ ] كاريين الواقعة على إحدى منحدرات جبال الطوروس المطلة على البحر الأبيض المتوسط تقع على طريق كركوتيل في الشمال الشرقي والتي تبعد حوالي 30 كيلو متر تقريبا من مركز[ ؟ ] مدينة أنطالية التي تعد واحدة من أهم وأشهر المستوطنات التي يقطن بها الإنسان في الأناضول. وبالعودة إلى 500 ألف عام إلى الوراء أي ما يقرب من نص قرن تقريبا من وقتنا هذا فإن تأريخ هذه الفترة يصدفنا بالعصر الحجري القديم. تلك الفترة التي عاش بها ما بين 140 ألف إلى مليوني نسمة إلى يومنا هذا. وسيطروا أهلها أيضا على بقايا العظام والأحجار المتبقية من (هومو سابنييس ناينديرتلانيس) وهم رجال المغارة القاطنيين في كاريين. وهؤلاء الأشخاص الذين ظلوا من العصور الحجرية المبكرة والذين سيطروا على أنطالية بشكل كامل. وعندما نقدم أبحاث فيما يخص العصر الحجري القديم والعصر الحجري الجلالي، ومغارة بيلديبي، والعصر الحجري الأوسط فإننا نجد أن مغارة كاريين هي التي تحتوي على أقدم الآثار من فترة ما قبل التاريخ في هذه المنطقة، ونصادف أيضا أول الشواهد والأدلة التي تخص المرحلة الانتقالية التي عاشها الإنسان ومحاولات توطينه في العصر الحجري الجلالي عن طريق الحفريات التي أقيمت في (باديماغي هويجو). وعندما نضيف الأدلة على عصر تونوتش المبكر الذي اشتهر بالحفريات التي اكتشفها كركتاش سيماهوك، فإننا نجد على الرغم من ذلك أنه في ظل العصر الحجري القديم لم توجد حضارة بشكل قاطع.

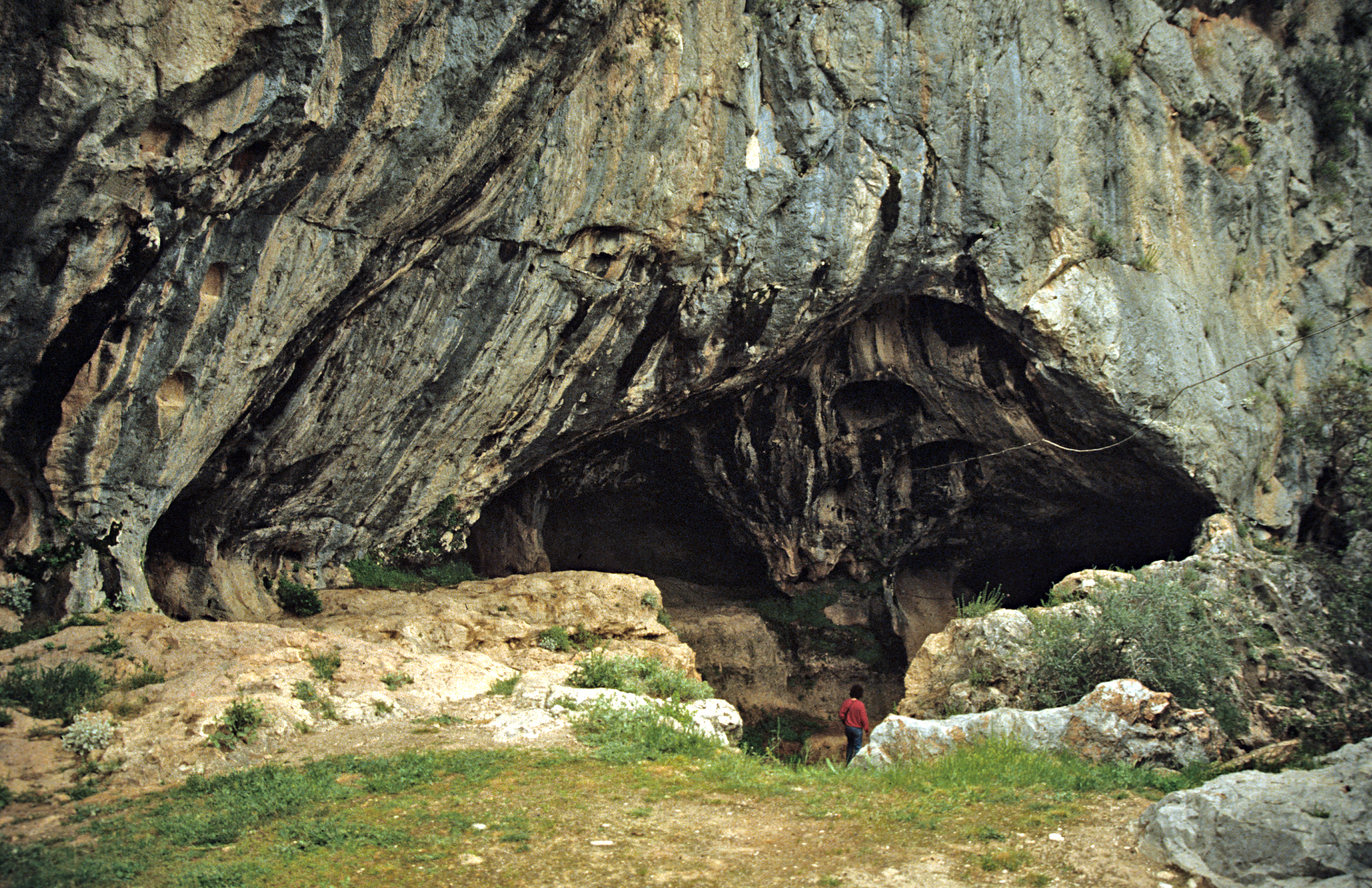
مدخل مغارة كاريين

## العصور الأولى
إن التاريخ المبكر لمدينة أنطالية كان شديد الظلام وذلك قبل الحوادث التي شهدتها المنطقة قبل عام 1946..حيث ذكر في وثائق الهيتت المكتوبة بأظفار اليد (كناية عن الوثوق بمصدرها)، أنه تم الاعتراف بامفيليا علميا حيث كنت تسمى سابقا باهيافا وارزافا..وبهذه الأدلة والأبحاث في المنطقة بدأت هذه الدولة تعيش عصور النهضة[ ؟ ] والتنوير بعدما كانت تعيش في عصور الظلمة.

## دولة الهيتت
قد ظهرت الكتابة والنقوش في الاناضول في وقت وجيز وذلك في الفترة التي تأسست فيها دولة الهيتت  التي حققت أول وحدة[ ؟ ] سياسية في الاناضول. وقد مرّت دولة الهيتت التي تأسست في وسط الأناضول بفترة مظلمة وساكنة في البداية بالنسبة للحياة في أنطالية. وقد بدأ ملوك دولة الهيتت بالخروج إلى ساحة[ ؟ ] الحروب والقتال بالمنطقة حيث بدأوا بالتنظيم والتجهيز للحروب في غرب الأناضول. وقد بقيت الأسماء الجغرافية للأماكن بأسمائها القديمة مثل بيرجا[ ؟ ]، كيسروس، بتارا التي ظلت على حدود أنطالية إلى وقتنا هذا، وقد ذكر في الحوليات(التقويم) إن الملك هوشيل الثالث قد حكم دولة الهيتت لفترة استمرت ثلاثون عاما من (1237 ل 1236 قبل الميلاد)
وأن الكتابة الهيغروغليفية التي ظهرت بشكل مزخرف في قونية هي مخطوطات ساعدت على تقوية الدولة وتنويرها. ويتضح لنا من هنا أن دولة الهيتت امتدت حتى ساحل البحر المتوسط والتي عرفت بدولة (لوكا)
وقد ذكر في الأساطير اليونانية القديمة أن سبب انهيار[ ؟ ] إمبراطورية هيتت أنه أثناء هجرة[ ؟ ] أقوام (شعوب) البحر خارج المنطقة، هاجر جزء آخر من قوم الأكلي إلى داخل المدينة.وأن بعض قبائل الأكا، امبيهلوكهوس، كالكهاس، وموبسوس بعد حرب تروفادا اتجهوا مباشرة إلى بامفيليا، وعلى الرغم من القول بتأسيسهم بيرجا[ ؟ ]، سيليون، اسبيندوس، وسيلجا إلا أن المؤشرات العلمية الأخيرة تشير إلى تأسيس شعب هذه المنطقة الأصلي لهذه المدن.
وقد أشير في المصادر اليونانية القديمة عن استعمار الرودوس والدورلو منطقة شيرالي في كوملوجا وباهسليس وذلك في الفترة قبل القرن السابع قبل الميلاد قبل استوطان بامفيليا في المنطقة.. وأن مدينة روهيدوبلس الواقعة بالقرب من كوملوجا تعد شاهد على وجودها.

## عصر بامفيليا ولاقيا
إن ولاية أنطالية تضم بداخلها كل من مدينة بامفيليا الغربية التي تعد واحدة من أقدم الأماكن الأثرية في التاريخ والتي تقع في الجنوب الشرقي، ولايقيا التي تقع في الشرق. وبالتصارع مع أصول الإيقيين الذين استقروا على الحدود الغربية لأنطالية فإنه قد ذكر في المصادر المصرية القديمة (2000 قبل الميلاد) عن تسمية هذا القوم باسم (لوكا أو لوكى)..وهذا القوم الذي أطلق عليهم جيرانهم الأقوياء في منطقة شواطئ البحر المتوسط اسم (تيرملي)وذلك بسبب قوتهم وأصالة شعوبهم.
وتضم أنطالية الجزء الأكبر من مدينة بامفيليا التي تشكل الصراع الأكبر على الحدود[ ؟ ] ويقصد بها هي (المدينة التي عاش على أرضها كل الشعوب من مختلف أنحاء العالم) ويعتقد أنها سميت بإسم بامفيليا بسبب ما عاشه هؤلاء الشعوب على أرضها. وقد ظهر في الكتابات المنقوشة التي ظهرت في مدينة سويدرا معلومات فيما يخص البناء الاجتماعي لهذه المدينة (إن الشعوب التي عاشت في هذه المدينة سميوا باسم البمفاليوون)
وقد تكونت إحدى المجموعات الهيلنية القديمة في الأناضول، وذلك وفقا لطرق تعلم علم اللغة عند بامفوليا هيلين. وفي لغتهم قد نصادف بعض خصائص اللغة من عند الموكيين والدوريين لهذا السبب فقد هاجرت العديد من القبائل[ ؟ ] إلى الأناضول وذلك في بداية القرن العاشر (1000 قبل الميلاد)..وقد عاشوا مع شعوب مختلفة في الأناضول وتأثروا بالمؤثرات الدينية[ ؟ ] والعقائدية وبانواع الثقافة المختلفة.
ولكن ليس فيما يخص الهيلين فقط ولكن عامة فإنه لا توجد معلومات أو دلائل كثيرة فيما يخص الفترة التاريخية المبكرة التي عاشتها الشعوب الأخرى في بامفوليا.
وأخيراً، فإن الدراسات التي تناولت الحياة الثقافية والشعوب التي عاشت من العصور الأولى حتى عصر الإمبراطورية الرومانية، ولكن إلى الآن ليس واضح وصول أبحاث العصور القديمة إلى التنوير..وكانت توجد العديد من المشكلات كان يتوجب وضع شرح لها وذلك في الفترة التي سبقت الإمبراطورية الرومانية..وقد أفسحت مجالات كبيرة للأبحاث اللغوية في هذة الفترة وأن مدينة أنطالية هي أكثر مدينة فالأناضول تخطت عدد الأبحاث فيما يخص علم اللغة وكتابة العرائض والأبحاث
ونتيجة لذلك فقد أصبحت أنطالية مركز مهم جدا من أجل الأبحاث التاريخية واللغوية والجغرافية في الأناضول..وتواكب التجديدات بشكل كبير..وقد وجدت العديد من المخطوطات المكتوبة فيما يتعلق بلغة جديدة في طريق كوبروشاي وقد أظهرت هذه المخطوطات الأبعاد العميقة لإجراء الأبحاث في المنطقة وأهميتها

تحطيم المدن الأثرية في الأناضول

## دولة بيرجما وروما البيزنطية
انتشرت المسيحية بسرعة كبيرة في الفترة من القرن الخامس للقرن السابع بعد الميلاد وعلى مدار هذه القرون كانت تسعى كل من دولتي بامفيليا ولاقيا على منافسة ولاية روما الشرقية حتى ظهرت مظاهر الإعمار بعد فترة من التنوير في ظل القرن الثاني الميلاد
وفي منتصف القرن السابع الميلادي كان العرب دائما ما يقوموا بالهجوم على هاتين المنطقتين وإلحاق الضرر بهم وفي مقابل ذلك قام الرومان[ ؟ ] الشرقييون بإنشاء إسطول بحري خاص بهدف حماية المنطقة من غارات العرب عليها وبعد فرض الإمبراطورية الرومانية سيطرتها بشكل كامل على المنطقة فقد سيطرت الإمبراطورية الرومانية الشرقية في ظل هذا الحصار على الأماكن الاستراتيجية، وبعد المدن وأماكن الرهبنة.
وقد قام الملك أطالوس الثاني بإنشاء أول الأسوار في هذة الفترة في المنطقة التي تعرف الآن باسم أنطالية..وقد قام الملك هدريانوس إمبراطور روما في عام 130 بعد الميلاد ببناء[ ؟ ] باب هديران أثناء حروب أنطالية وأصلح الجزء الشرقي للأسوار.
بالإضافة إلى ذلك فقد سحقت المدن الاقتصادية الكبيرة وذلك عن طريق الزلازل والغنائم التي استولوا عليها من حروب الصلييبين وهجوم ملوك قبرص وقراصنة جنفيز وفندك ورودوس
وفي هذه الفترة من أجل حماية جنفيز ورودس ع وجه الخصوص من الانتهاكات فقد أُقيمت قواعد بحرية في الشواطئ[ ؟ ] المناسبة
وتعرضت أنطالية للعديد من الغزوات والحروب وذلك بدأ من التاريخ بسبب إنشائها ميناء بحري قوى على شواطئ البحر المتوسط الغربية[ ؟ ] .

## الدولة السلجوقية
لقد وقعت انطاليا التي كانت لديها القوة دائما في الدفاع[ ؟ ] عن نفسها ومركزها كبش فداء في ايدى الاتراك وذلك في نهاية القرن الحادى عشر.وقد وقعت المدينة مرة أخرى في ايدى البيزنطيون في نهاية الحروب الصليبية في عام 1097..وقد جاء الاتراك إلى انطاليا مرة أخرى في النصف الأول من القرن الثاني عشر وبدأول فالتأثير فيها بشكل فعال..ويتضح ان الشعب التركى لم يتمكنوا من زرع حقولهم بصورة كافية وذلك بسبب مجى العديد من المستثمرين والزراع الصليبيين إلى مشارف الدولة التركية اثناء الحروب الصليبية الثانية في عام 1148 .وذلك فاضطرت الدولة لتزويد حاجتها من الطعام عن طريق البحر.
وبدأ الاتراك بتكوين مستوطناتهم في الاناضول وذلك عقب حرب ميريوكفيلاون في عام 1176.وفي هذة الفترة سعى الملك كلتش ارسلان الثاني ببناء الدولة على اساسات قوية.ولهذا السبب ارسل اولاده إلى اماكن مختلفة بالاناضول لتولى الحكم والاشراف عليها..وقد سطير الملك كلتش ارسلان الثاني على القلعة التي توجد في بورجولو والمسماة الآن باسم (اولوبور) وذلك بارساله ابنه الاصغر جياسد الدين كيهوسرف لفتحها في عام 1880 ثم حاصر انطاليا في عام 1182 ولكنه لم يستطع السيطرة على المدينة
وفي 5 مارس 1207 سقطت انطاليا مرة أخرى في يد السلجوقيين وقد اقيمت العديد من التجديدات والتنظيمات فالدولة فورا بعد تسلمها للسلجوقيين..ونقل مركز التنظيم الواقع في اولوبرو في الشرق إلى انطاليا وعلى الرغم من ذلك فان فترة حكم السلوجقيين كانت قصيرة إلى حد ما وبسبب ان السلجوقيين الرافضين لاى مساعدات متعلقة بالبحر فانه في ذلك الوقت قام المسيحيين اثناء صلاة الجمعة بمهاجمة الاتراك وقد خسروا المدينة عن طريق عدد كبير من الاتراك...وتوجد وجهتين نظر متعلقين بضياع انطاليا من ايدى السلجوقيين
اولهما: خسرت المدينة بسبب الصراعات على السطلة بين الامراء عقب وفاة الأمير جياسدالدين كيهوسرف في عام 1912
وثانيهما: انه في عام 1214 بسبب ذهاب القائد العسكرى ارتكوش ومعه 3 جنود فقط لفتح سينوب ولكن بسبب ضعف قوتهم العسكرية تم فقدان المدينة وضياعها
وقد غزى السلطان السلجوقى عز الدين كيكافوس حرب جديدة مره أخرى.وقد فتح الاتراك المدينة من من جديد في 22 يناير 1216 وقد قام الاتراك بعدها ببناء سور عازل/واقى يقسم المدينة إلى جزئين وذلك من اجل ضمان امانهم في المنطقة وقد وضعت وانتشرت العديد من الكتابات والكتب عن اسباب وكيفية تحقيق هذا الفتح العظيم[ ؟ ]..ووفقا إلى ذلك الجدار الذي يقسم المدينة إلى جزئين فالجزء الغربى منها يضم الاتراك والمسلمين والجزء الشرقى منها يضم المسيحيين
ولكن بعد 10 سنوات من هذه الفترة ظهر في انطاليا مبانى واثار معمارية كبيرة تعكس مظاهر هذه الفترة وقد بنى سور اخر يبعد عن المنظقة الشرقية للسور الآخر ب 100 متر..ووفقا إلى الكتب التي انتشرت فان سبب انشاء هذا المبنى هو تحقيق الأمن والاستقرار للاتراك وذلك في عام 1225 ويعتقد انه بنى من اجل حماية الميناء البحرى أيضا.
وفي هذه الاعوام كان لعلاء الدين كايكوبات العديد من الانجازات حيث فتح مدينة (الانيا) واقام هناك العديد من المبانى والمنشأت الهامة..وقد استولى السلجوقيين على مدينه الايا (اليوم ألانيا) وقد قاموا بتأسيس بحرى قومى للحفاظ على وحدة البحر وقوانينه وان ترسانة السفن التي انشأت في انطاليا قد ساهمت في تحقيق الوحدة البحرية التركية لأول مرة وقد تكونت قوة بحرية تركية في البحر الأبيض المتوسط لتطوير إنشاء الترسانة البحرية في الايا...وقد اقيمت العديد من التنظيمات والتجديدات في المدينة في عام 1225 من اجل ضمان سلامة وامان الترسانة البحرية بأنطالية وقد قوى علاء الدين كايكوباد اتجاهات الدفاع في كل اطراف البحر..وفي عام 1244 فقد جايسدين كايهوسيرف في حرب كوساداغ وفي هذه المرة قام علاء الدين بالتقوية والدفاع عن المدينة من اطراف البحر الأسود وذلك في عام 1244 ..وقد نقلت قلعة انطاليا التي كانت توجد بالجانب الشرقى إلى الشمال الغربى بالجزء التركى المعروف الآن باسم توبهانى
وقد ظلت انطاليا في ذلك الوقت معروفة كواحدة من الدول التابعة لسلطنة السجلاقة وحيث رجحوا بعد ذلك بتكوين مكان امن للوقوف به امام غارات المغول القادمين من الشرق وقد تأثروا إلى حد ما بالتأثيرات التجارية بمصر في الجنوب والشام في شرق البحر الأبيض المتوسط
وقد تحدث كل الاساطير والمصادر التاريخية بعد ذلك عن هذه الفترة مثال ع ذلك تحدثوا عن اداليا في سالتوك نامى وتحدثت مولانا عن وجود المسيحيين بكثرة وقد ذكروا ان مدن انطاليا الداخلية يعتقد انها ليست بكثيرة لان وفقا لاعداد السكان فان المسيحين اعدادهم غير وفيرة وعلى الرغم من هذا قد بدأ الفرنك في المدينة بعمل مباحثات ادارية مع الدول الأوروبية

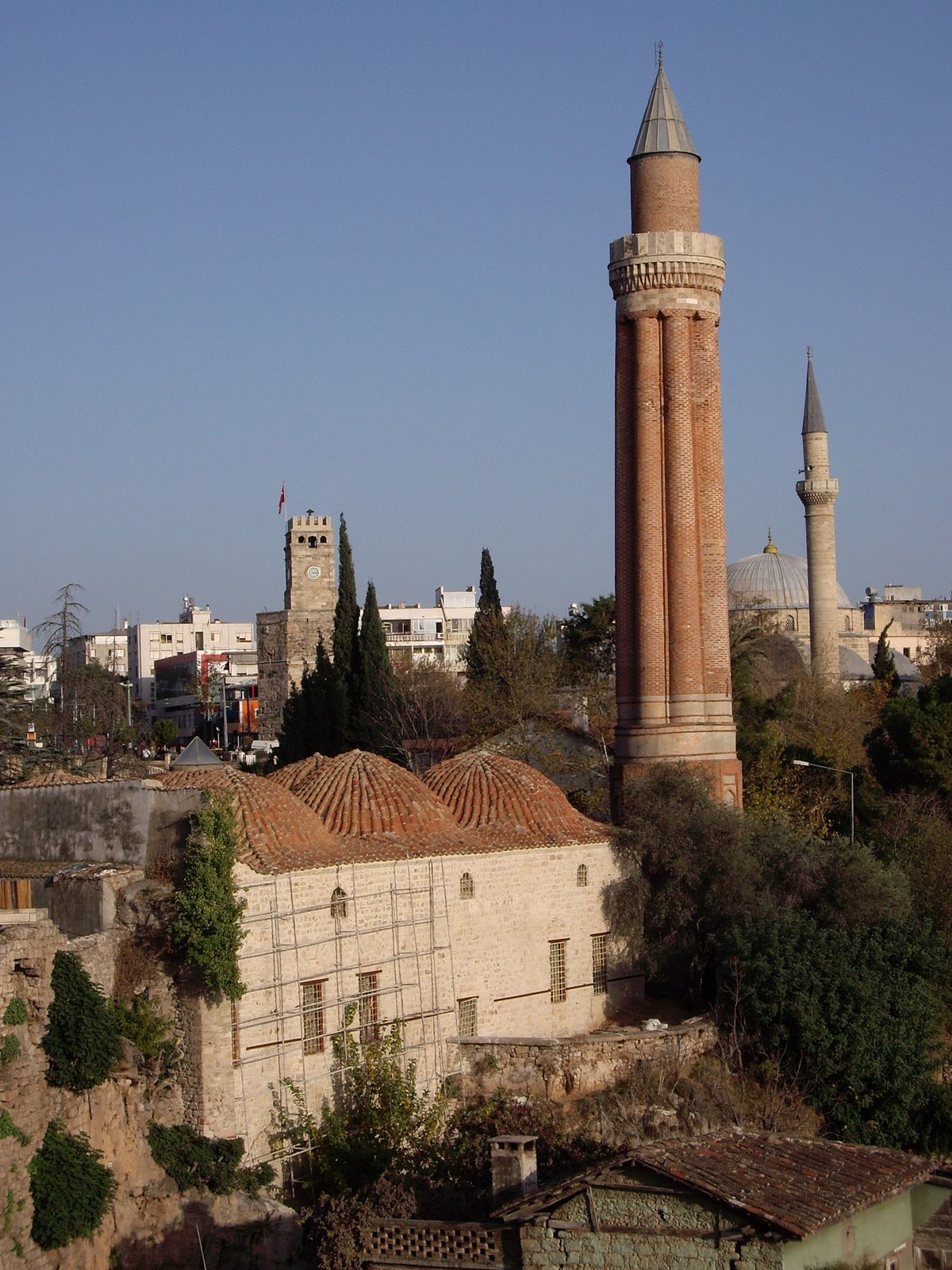
المنارة المضلعة التي بقيت من الدولة السلجوقية بأنطالية

## فترة الإمارات التركيةبالاناضول
بدا يزيد نفوذ الالهان وذلك بعد عام 1300 في السنوات الاخيرة لحكم الدولة السلجوقى بالاناضول ولكنهم لم يستطيعوا تكوين حكم ونفوذ بمفردهم في المنطقة لذلك اجتمعوا مع لواءات 3 قبائل في الغرب وبدأوا في تكوين ولايتهم.وفي هذه الاثناء وفي بداية القرن الثالث عشر قد تشكلت ولاية[ ؟ ] التركمان  التي تكونت من عشائر التكا التي سكنت في بورلو وايغيردير ومؤسسها هو يلافش من دوله السلجوق بالاناضول وفي نهاية القرن الثالث عشر تأسست ولاية حميد اوغولارا معلنيين استقلالهم عن الولايات التي استمرت في حكم بقيادة حفيد حميد باى وفلك الدين دونار باى ابن الياس باى
وقد استولى دونار باى- الذي اراد توسيع الحدود في الجنوب الشرقى وذلك بعد تاسيس الولاية مباشرة والذي خرج إلى جولة إلى بعض الاماكن في المنطقة وجولهصار وكركوتيل-
على انطاليا في عام 1301
وقد قام دونار باى بتوسيع حدود الولاية حتى امتدت إلى حدود[ ؟ ] البحر وألمانيا وقد سلم إدارة انطاليا لاخيه يونس باى
وهكذا فقد قسمت ولاية حميد اوغلولارا إلى جززئين ألا وهما انطاليا واييردير

## التطوراتالسياسيةوالصراعات معالصليبين
بعد اعتقال المملوك سلطان الناصر محمد وذلك عقب الحرب التي خاضها مع اسهاك باى ابن دوندار باى ملك ولاية حميداوغولارا، فقد خلفه في الحكم[ ؟ ] اخوه الامير سينادون حكم مدينة كركوتيل (استانوس)في عام 1327..وقد قام سينادون عقب توليه الحكم مباشرة بالعديد من الاصلاحات في الدولة حيث زود جيشه ب 8000 الف مقاتل وبنى 12 مدينة و25 قلعة وذلك في عام 1332 وتولى العرش من بعد وفاته دادى باى ومن بعده مبارز الدين محمد باى ابن محمود باى وقد حكم في ذلك الوقت كل من كركوتيل وانطاليا التي كان يرأسها تيكاوغولارا
وقد خاض مبارز الدين محمود باى-المعروف بالزنجيركران والمشهور بلقب سلطان السواحل-أول حروبه مع الفرنك في قبرص.وقد تعرضت انطاليا للاحتلال مرة أخرى وذلك بعد تخلصها من السيطرة التركية التي دامت 145 سنه و7 شهور وذلك في عام 1216.وقد قام بيرى لا دى لوسجنان ملك قبرص بالسيطرة على انطاليا مركز ولاية تكا إلى في 24 أغسطس 1361 .
وبجانب هذا فقد بدأ محمد باى-الذي انتقل إلى مركز ولاية كركودالى- بالتجهيز واعداد العدة من اجل السيطرة على انطاليا.وقد بدأ تنفيذ خطته بدائا بتطبيق مقاطعة[ ؟ ] السلبية ومنع بيع الاطعمة إلى القبرصيين ورغبته في اجبارهم على التسليم من كثرة جوعهم واحتياجهم للطعام.وفي البداية عقد على باى اتفاقية مع علاء الدين على باى ولى ولاية كرمان اوغولارا، وفي السنة القادمة لهذه الاتفاقية غزى انطاليا ومعه 45 الف شخص و8 سفن وخاض حرب دامية للغاية ولكن فشلت محاولاته في السيطرة على المدينة ولكن في نهاية الحرب اضطر ملك قبرص لانتظار المساعدات من ملوك المسيحيين
ومن ثم فان محمد باى الذي حارب بعناد وجهد والذي لم يترك ساحة الحرب ابدا من اجل فتح انطاليا مرة أخرى، فبدأت شهرته تجول كل انحاء المنطقة مثل تكا فنيك، وكاش، وكالكنلى، وميللى، وجومبى، وايلاملى، وعلى السواحل بين كركوكتيل وسيرك وبين انطاليا والانيا وبدأ يعرف على انه تيكا إلى وانه من ملوك تيكاوغولارا
ولم يتراجع محمد باى عن الرجوع إلى انطاليا مرة أخرى حيث عقد العديد من الاتفاقيات مع امراء السلطنة المملوكية والايا ومانفجات وعلى الرغم من هذا لم يوفق في حصار المدينة في عام 1370 ولكن تمكن من فتح المدينة بعد 12 عام من الاحتلال في 14 مايو 1373.
وبعد عودة تكا باى من الفتح فقد قام بوضع العديد من علامات واشارات النصر على ارض القلعة ووضع الشجيرات الحمراء والنجمة[ ؟ ] السداسية التي صممها المهندس سليمان والاعلام المخططة باللون الأخضر في زوايا القلعة.وخلال القرن الرابع العشر فأثناء زيارة الراهب الفرنسى ولايه تكاوغلارا الواقعة في انطاليا فعندما راى هذين العلمين قال ان احداهما يحمل خطوط غامقة متعرجة على الأرض والاخر بتصميم المهندس سليمان
وبعد وفاة محمد باى تولى ابنه عثمان شلبى السلطة من بعده، ولكن في عصره لم تدم العلاقة[ ؟ ] القوية التي كانت مع ولاية تكا كما كانت في عهد والده وكان عثمان شلبى يدير شؤون الدولة في كركوتيل وقد عين ابنه مصفى باى على انطاليا ولكن بعده هروبه إلى مصر قام السلطان العثمانى بالسيطرة على انطاليا في عام 1390 وبعد ذلك عين السلسطان العثمانى فيروز باى وعين مصطفى شلبى كوالى على انطاليا بعد ذلك وبعد ذلك في عام 1397 كانت اناليا والايا تحت السيطرة العثمانية
وفي عام 1402 بعد حرب انقرا فقد جاء تيمور الذي ارسله شاه روح إلى سفرى هيصار ومعه 10 فرق وجاء من اجل احداث تخريب في الجيش والدولة ولكن نتيجة لذلك فقد اجتمع كركود إلى مع كيتير وعملوا على جمع الغنائم منهم وسحقهم  ولكن اثناء مجى تيمور إلى كوتاهية فكان يسلم حكم مدن تيكا إلى وانطاليا والايا إلى كرماناوغلو محمد باى الذي نجى من الحبس من بورصة وعلى هذا الشكل فباستثناء كركود إلى التي يحكمها عثمان شلبى وإلى ولايه تكاوغولارا وانطاليا الواقعة تحت السيطرة العثمانية فقد خضعت كل المنطقة إلى سيطرة كرمان في الفترة من (1402_1415)
وقد خسر السلطان العثمانى يلدرم بيازيد الحرب التي خائها ضد تيمور في عام 1402 وباستئناء انطاليا فاراد السطيرة على الولايتين القديميتن (تكاوغولارا وكرمان اوغولارا)وقد جعل كركوتيل مركز لدولته..وفي عام 1390 باستئناء كركوتيل أصبح معروفا بانه ضم ولاية تيكيل

## الدولة العثمانية
يوجد تفاوت كبير بين الوضع الادارى في الدولة العثمانية الواقعة على حدود انطاليا بين اليوم والقرن الخامس والسادس عشر.وفي هذه القرون كان يقع تحت سيطرتها ولايات تكا والايا
وقد شهدت انطاليا تطورا ملحوظا في نشاطتها الاقتصادية والتجارية وذلك بسبب مرور على طرق التجارة واصبحت ذو اهمية بالغة بسبب بناء الميناء البحرى والترسانات البحرية في انطاليا في هذه الفترة وقد عقدت الاتفاقيات التجارية والتبادل التجارى بين انطاليا وقبرص وذلك في عصر الدولة السلجوقية واصبحت واحدة من أهم المراكز التجارية الكبيرة في الدولة السلجوقية وفي الفترة منذ بداية القرن الثالث وعشر ونهاية القرن الرابع عشر فقد خضعت انطاليا لسيطرة كل من ولايتى حميد اوغولارا وتيكاوغولارا وفي عصر ولايه تكا اوغولارا عاشت في سلام وامان وتطور مستمر وزادت فيها التأثيرات الاقتصادية بشكل كبير وملحوظ.
ولو كانت وقعت انطاليا وما يحيط بها من مدن في ايدى القبرصيين في عصر دولة تكاوغولارا فلنجح كل من تكا ومحمد باى في استردادها مرة أخرى وقد خضعت ولاية تكا التي اسسها تكا إلى في يد العثمانيين في الفترة من 1390 ل 1993 وخضعت للسيطرة العثمانية
وعندما وقع تكا إلى بين ايادى العثمانيين فقد تعرضت ولاية كرمان اوغولارا للعديد من الحروب والهجوم التي قامت بها بعض الدول الأوروبية وارتبطت انطاليا بولاية الاناضول بعد ان وقعت في ايدى العثمانيين واصبحت انطاليا في فترة من الفترات ولاية من ولادية الدولة العثمانية وعلى سبيل المثال فان شهزاده كركوت قد تولى ولايتها 8 سنوات من عام 1502 ل 15011 فقد حكم شهزاده كركوت منطقة كركوت بانطاليا ولقب ع اسم المدينة ب (كركوت) وفي هذه المدينة عندما كانت تحت السيطرة العثمانية فبستثناء عصيان شاهكولو وعصيان كورباى الذي وقع في عام 1511 وتمرد سوهته في القرن السادس عشر لا نواجه احداث هامة أخرى في المنطقة فهي احداث لا تكاد تذكر في التاريخ ولكن في نهاية هذه التمرادت والحروب فان الجزر[ ؟ ] التي غتحت مثل مودون وكورون تحولت إلى منافى وقد شهدت المنطقة في ذلك الوقت العديد من الهجرات إلى إيران وعلى الرغم من التصرفات السيئة الا انا هذه المنافى والسجون فتحت من اجل الاعمار والاسكانوهذه الاحداث اثرث على عجلة الإنتاج والسياسيه والاجتماع والاقتصاد
وقد لعبت ظروف المناخ والاحداث التاريخية دورا هاما في تأسيس ولاية تكا وعلاوة على ذلك فان وقوعها على طرق التجارة المختلفة منذ العصور السحيقة اثر في تقدم وتطور هذه الولاية وعندما تخلصت هذه الولاية من فرض السيطرة العثمانية عليها ارتبطت بولاية الاناضول واستمرت على هذا المنوال حتى القرن التاسع عشر...ارتبطت ولايه تكا في نهاية التنظيمات الادارية التي بدأت باعلان التنظيمات بولاية قونيا التي ظهرت في عان 1865 وبولاية كرمان.وفي هذا الوقت فان انطاليا التي كانت واقعة تحت حكم ولاية تكا تعرضت إلى 5 حروب وتصادمات مع العسكر والايا وكيزلكايا ونتيجة لذلك فقد اتربطت الانيا التي كانت ولاية من قبل بولاية تكا ووفقا إلى سجلات ووقائع عام 1890 فان ولاية تكا ضمت بعد ذلك كل من استانوس وبوجاك كيزلكايا وبيشكوناك ومليو واييير وسيرك إلى دولتها..وفي عام 1902 فقد تأسس في انطاليا العديد من المدن و524 قرية و11 اقليم وبعد ذلك اقيمت بعض التجديدات والتعديلات والتي استمرت إلى الآن
وقد انفصلت انطاليا التابعة للدولة العثمانية عن قونيا واصبحت ولاية مستقلة 

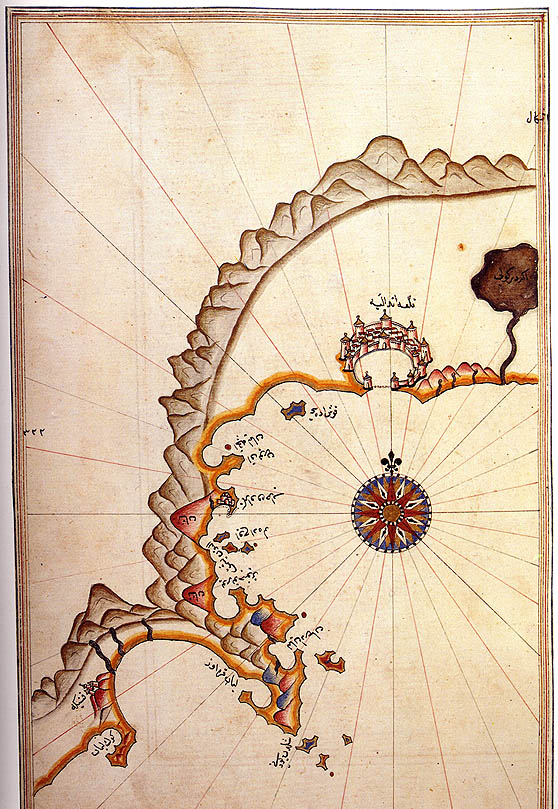
ان بيرى ريس هو الحزام الذي استخدم في انطاليا ومستوحى من كتاب بحرية

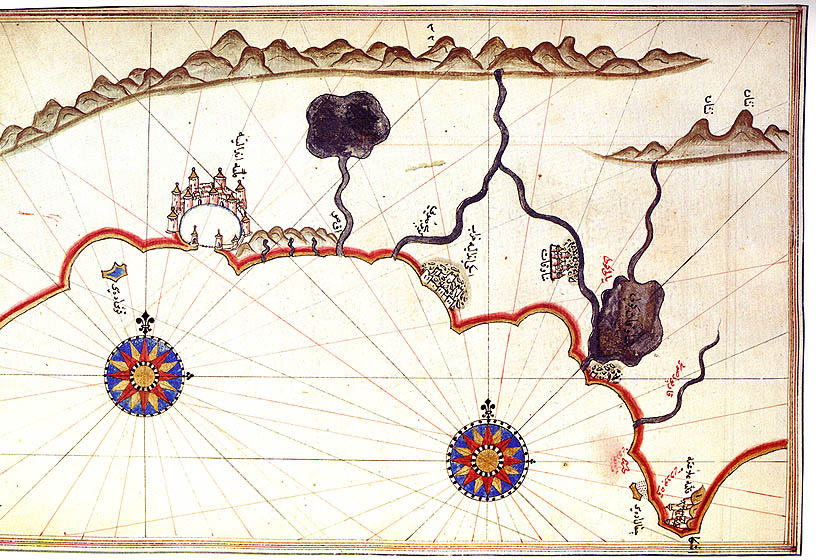
وان بيرى ريس العائد لتاريخ انطاليا ينتمى لدول مانفجات وسيدى

## تمرد شاه كولو
قد وقع هذا التمرد في عام 1511 وقد أطلق على هذا التمرد العديد من الأسماء حيث أطلق عليه فالمصادر التاريخية (كارابيك اوغلو، شاهوغلو) أو (شيطان كولو) ولكن الشخص الذي قام بهذا التمرد بعرف باسم شاه كولو أو شاه كولو بابا تيكيلى.وهو ابن الخليفة حسن وهو أحد خلفاء الشيخ حيدار والد شاه إسماعيل وهو وإلى باستانوس وهو إحدى ولايات تيكا

## تمرد كورباى
ان الفوضى الاجتماعية التي وقعت في ولاية تكا تحدث في كل مكان[ ؟ ] في المنطقة وحدثت هذه الفوضى في المنطقة بسبب وقوع حدث هام في القرن السابع عشر حيث قام مصطفى باشا- الذي عرف بلقب كورباى وهو الذي قام بمهام ولاية انطاليا في القرن السابع عشر-في عام 1659 بعصيان الجلالى الذي عرف بالعصيان الدموى والحديد حيث قام مصطفى باشا بعصيان مدنى مستغلا الظروف في هذه الفترة والثروة التي بيديه مشعلا عصيان ولكن عمل على الحفاظ على سلامة وامن انطاليا وقد قامت القوات التي ارسلت عبر البر والبح ربالثورة حيث قاموا بالاعتقال واطلقوا النيران محاصرين انطاليا ولكنهم فشلوا وفي النهاية اضطروا إلى تسليم القلعة إلى السلطات الحكومية وسلم مصطفى باشا مهام قمع العصيان إلى كوسه على اما هو فقتل مخنوقا في سفن الاسطول وبعد ذلك اعدم كل الافراد الباقييين فردا فردا

## فترةالنضالالوطنى
كان عام 1919 من أكثر الاعوام ظلاما (ظلمة) في تاريخ الامة التركية.حيث لم يعد سوى 3 % فقط من الذاهبيين للقتال في الحرب العالمية الأولى.ولكن على الرغم من عودتهم لم يعودوا بحالتهم الطبيعية التي ذهبوا عليها ولكن عاد منهم من فقد ذراعه ومنهم من فقد ساقيه ومنهم من اصيبلوا بالشلل أو فاقدين ابصارهم.وقد نفذت كل قوتهم في الحرب وقد خضعت انطاليا وما يحيط بها من مدن لحكم المملكة[ ؟ ] الإيطالية وذلك بموجب اتفاقية موندروس اتكيش التي عقدت بعد الحرب وتنفيذا لمبدأ احتلالهم لانطاليا قد قاموا بالاستيلاء على الاناضول، وملأت سفن دولة الائتلاف موانى الاناضول واخليت جميع المدارس العسكرية في جزء البحر الأسود من اجل جنود دولة الائتلاف وهدمت المنازل العسكرية وحرقت وانتشروا في القرى والمقاطعات
قد اجتمعت مجموعة من القادمين للمدينى في منزل يويك على ايقى في مقاطعة انطاليا وذلك من اجل التباحث واتخاذ القرارت من اجل حماية انطاليا وعدم تعرضها لخطر تسليمها إلى قوات الائتلاف في حالة انتظارهم معاونات بسيطة من الرومان[ ؟ ] ولكن على الرغم من ذلك لم تود اجتماعتهم إلى نتيجة وبعد فترة قد دوى اخبار في منطقة عن تأسيس العديد من جمعيات الدفاع[ ؟ ] في مناطق مختلفة بالاناضول وفي يوم 19 مايو 1919 انتشرت الأخبار القادمة من سامسون بتأسيس جمعية الدفاع في انطاليا

## الرابطة[؟]الوطنيةللدفاع عن انطاليا
قال كل من المفتى يوسف طلعت ورئيس البلدية حسنو كاراكش بضرورة عقد مباحثات مع المتصرف جمال باى فيما يخص انشاء مجموعة من اجل تكوين جمعية للدفاع عن انطاليا.ولكن المتصرف جمال باى رفض فكرة هذه الجمعية ورفض مقابلة المجموعة التي تأسست معترضا على تأسيسها ولكن في نهاية المجادلات والحوارات التي دارت معه والمصائب التي وقعت في الدولة فوافق جمال باى الراقد في سريره على تكوين الجمعية في منزله المغلق وبدأ يتساءل (ماذا يتوجب ان نفعل؟ وما هي التدابير الازمة التي يجب ان تتخذ؟ وقال موجها كلامه إلى عاكف باى مدير الزراعة يجب ان نفكر سويا ماذا يتوجب علينا ان نفعل؟)واجتمعت الهيئة[ ؟ ] التي امتنت من كلمات جمال باى وبدأوا في إنشاء الجمعية التي اطلقوا عليها اسم (الرابطة الوطنية للدفاع عن انطاليا) وذلك في غرفة بمكتب البلدية
وعندما صوت على قرار إنشاء جمعية المدافعة عن حقوق الاناضول وروما في سيفاس كونجرس في 4 سبتمبر 1919 انشأت جمعية أخرى سميت بجمعية المدافعة عن حقوق انطالية كمساعدة[ ؟ ] للجمعية الأولى وبعد ان قامت هذه الجمعية باتمام وظيفتها التي وقعت على عاتقها بحماية امن البلاد لمدة 4 اعوام و24 يوم فقد ارسلت عريضة إلى جمعية المدافعة عن حقوق الاناضول ورما باغلاقها.ووجد مصطفى كمال باشا مؤسس هذه الجمعية في 11 يونيو 1923 ان هذا القرار صائبا وصوت على اغلاقها

## هجوم كبير في انطاليا
انتشرت الاخبار في المنطقة بسرعة البرق عن قيام الجيش التركى بالهجوم في 26 أغسطس.وغمرت الاتراك في انطاليا السعادة الغامرة عندما سمعوا بسيطرة الاتراك على افيونكاراهيصار في 29 أغسطس اما في 30 أغسطس فبدأ الاتراك بالاحتفالات بالنصر بموجة غامرة بالسعادة وذلك بعد سقوط دوملوبينار يونان مفييزى وعلاوة على ذلك فائناء احتفال الاتراك بالنصر كان فريق اخر يقوم بعمل الاحتياطات الامنية لعدم هجوم قوات الائتلاف من جوانب المزارع في الليل
قانت جمعية مناف بترتيب وتجهيز ارصفة الموانى وقاموا بدعوة كل قادة وظباط الجيش للاستماع والتسلية وذلك للاحتفال بالنصر[ ؟ ] العظيم[ ؟ ] في يوم 7 سبتمبر..وبعد ثلاثة أيام جالت الاخبار عن دخول الجيش التركى إلى ازمير في 9 سبتمبر في تمام الساعة العاشرة..وقد امتلأت الشوارع بالزينة والبهجة والفرحة بالإضافة إلى احتفال الروم مع الاتراك فقال احدهم صائحا (عاش الاتراك واللعنة على الاعداء) وقد تجمعت العديد من الفرق امام المديريات العسكرية واقيمت الدهاليز والاحتفالات الرسمية واطلقت النيران وقيلت الاشعار[ ؟ ] واستمروا بذلك إلى الصباح
وقد جهزت مسيرة كبيرة للاحتفال بالنصر في انطاليا في 11 سبتمبر والتي كان يسير بها القادة العسكريين ومدراء الادارات والمحافظين واللواء محمد على باى -قائد العام القوات المسلحة التركية الذ كان مستقلا إحدى عربيات المزينة الفخمة- والشعب وافراد الجمعيات واستمروا بهذه الاحتفالات حتى الصباح..وقد وصلت الاخبار في هذا الصباح بالسيطرة على باليك سفير وبورصة وفي 12 سبتمبر بالإضافة إلى السيطرة على العديد من مستودعات الخزائن ببورصة قد نظم أيضا احتفالات أخرى من اجل الاحتفال بالنصر وقد اقيمت هذه الاحتفالات في ميدان التعليم في شارمبول وقد بدأت الليلة والاحتفالات في شرمبول وانتهت في مفكى وبذلك استمرت الاحتفالات والمسيرات العسكرية والمباهج مستمرة حتى شهر نوفمبر

## عصر[؟]الجمهورية التركية
قد شهدت انطاليا العديد من التغيرات في شكل الدولة بعد 29 أكتوبر 1923.وقد تحولت المنطقة التي تسمى (ولاية) في عصر الدولة العثمانية إلى (ولاية/مدينة) في عصر الجمهورية.وفي الفترة من 1923 ل 1950 فقد زاد عدد السكان في المناطق الصغيرة ولذلك فانه بعد عام 1950 بدأت الهجرات المكثقة إلى مركز المدينة.
وفي الفترة من عام 1950 ل 1960 وعلى الرغم من التطور الصناعى فقد كان للشعوب متطلبات بتاسيس مدن ملبية لاحتياجتهم ومتطلبات المأوى والعمل والمعيشة الأفضل ونتيجة هذه المتطلبات فقد شهدت انطاليا زيادة في عدد السكان المهاجرين من القرى والصحراء إلى المدينة.وقد بدأوا تدريجيا بتحسين مظاهر الحياة الاجتماعية والثقافية والطبيعية التي تخلق جو طبيعى للشعوب وذلك نتيجة للهجرة التي استمرت في المدينة بعد عام 1950 
وفي الفترة من 1960 ل 1970قد بدأ ظهور حركات ومجودات التسكين والتأهيل في المدن والمقاطعات وحدث تفاوت كبير في الإنتاج في هذه الفترة حيث بدأ الإتمام بتحسين المعيشة والتي تسبتت وفتحت الطريق للتغييرات الاجتماعية والاقتصادية والثقافية.
وفي الفترة من 1960 ل 1965 فقد تم إنشاء سوق كاليك ابيسى
وفي الفترة من 1965 ل 1970 فقد ظهرت العلاقات التجارية التي استمرت فترة كبيرة في الجنوب بين سوق كاليك ابيسى وبين مكتب البلدية مما ادى إلى الارتقاء بالتجارة
وفي عام 1970 تم تأسيس مكتب للمبانى المعمارية والاستشارات الهندسية..وقد تم افساح المجال إلى التأثيرات السياحية والاهتمام بالسياحة في انطاليا التي تكون واحدة من المدن الهمة جدا من حيث طبيعتها وثقافتها خلال عام 1969.
وفي الفترة من 1960 ل 1970 واجهت انطاليا العديد من المشكلات في الحياة الاجتماعية والثقافية والبيئية وذلك بسبب زيادة العدد السكان المبالغ فيها
واعتبارا من عام 1974 فانه تم انجاز العديد من المهام حيث تم البدء باعمال البنية التحتية والعمل في مجال السياحة في جنوب انطاليا، اتمام إنشاء الميناء البحرى، زيادة سعة ومساحة المطارات الدولية، وضع التطبيقات والخطط لبناء قلاع وتكوين موانى بحرية، وعمل طريق فاتحية-كاش، تصميم وبناء مراكز سياحية قوية في كل انحاء انطاليا ونتيجة لذلك فقد بنيت الدولة بشكل منظم.وقد زادت معدلات الهجرة وفقا للفترة التي بدأت بها الهجرة منذ 1970 إلى اواخر التسعينيات وقد تسبب زيادة الطلب على السكن بالمدن وتوفير الاحتيجات وكثرة الهجرة[ ؟ ] إلى ازدحام المدينة

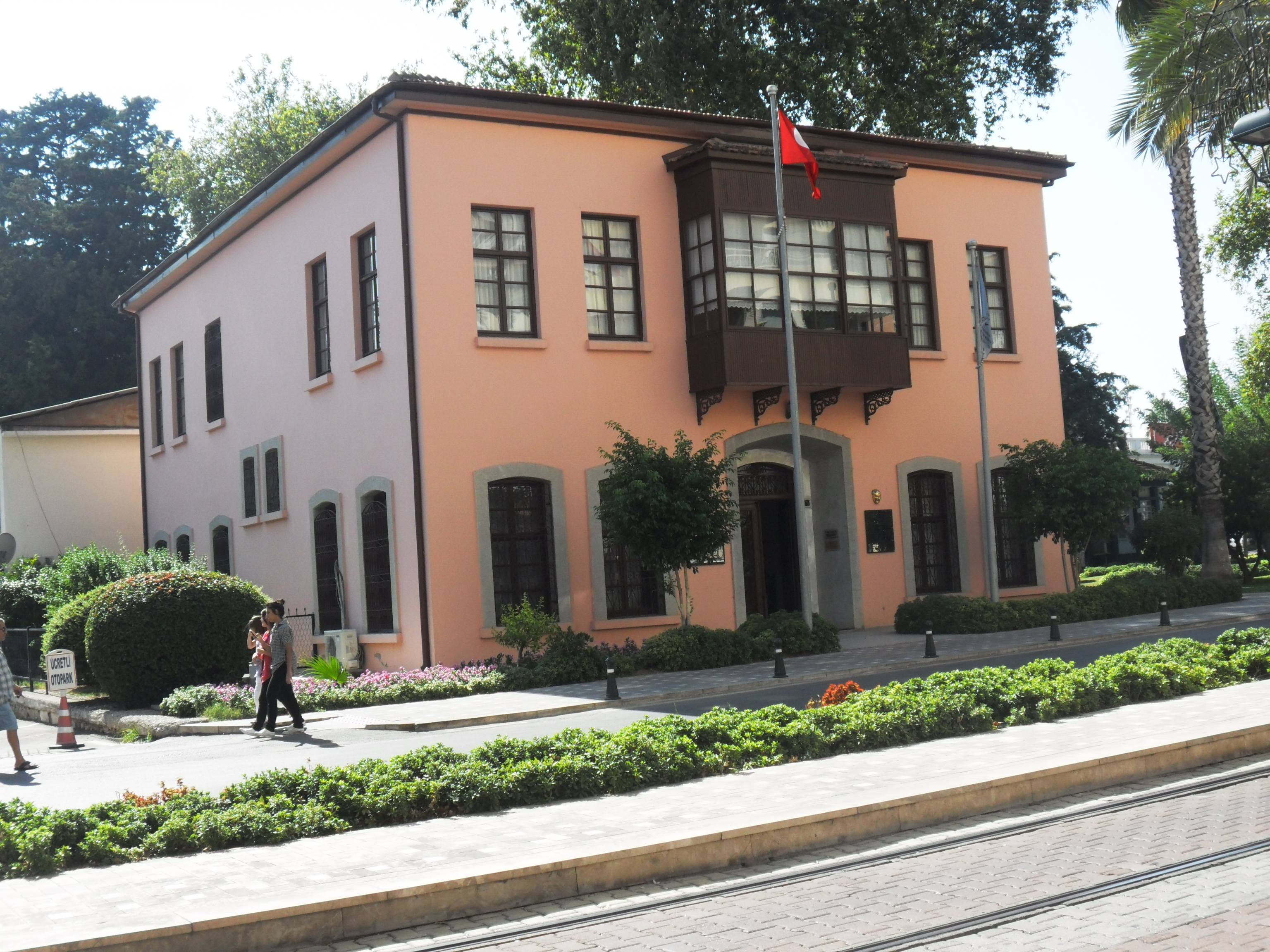
المنزل الذي اقام به اتاتورك اثناء زيارته لانطاليا

## زيارةاتاتوركلانطاليا
قام مصطفى كمال اتاتورك-مؤسس جمهورية التركية وأول رئيس لها-بزيارة انطاليا 3 مرات واولهما كانت في 6 مارس 1930 وقد قام اتاتورك في أول زيارة له لانطاليا بحل المشكلات
التي نشبت بين تركيا والمملكة الإيطالية.وقد تحدث بانيتو موسولينى -المتولى السلطة بإيطاليا والذي يبحث عن قواعد لدولته في شرق البحر المتوسط والذي ارسل كرسول إلى تركيا-في مقابلة له مع مصطفى كمال اتاتورك عن بعض الحقوق لهم في انطاليا وموغلا وما يحيطها.
وبناء على ذلك قد طلب مصطفى كمال اتاتورك منه الاذن للقيام لمدة دقيقيتين فعندما عاد المناضل مصطفى كمال اتاتورك إلى موسولينى مجددا عاد مرتديا الزى الرسمى ذو الاكتاف العريضة التي تحمل علامات النضال وجلس على كرسى الحكم ونظر اليه قائلا (تفضل ايها السفير، استمع اليك) وقد ادرك اتاتورك -الذي اراد الدخول إلى انطاليا مرة أخرى- اهمية المدن التي توجد على السواجل الجنوبية للدولة وضروروة الحصول عليها واهميته للسياسة الخارجية للدولة.
وخلال أول زيارة له لانطاليا التي استمرت ل 6 أيام رأى العديد من الاماكن بأنطالية واقام العديد من المباحثات واللقاءات. وقد قال مصطفى كمال اتاتورك الذي اعجب بشدة بانطاليا اثناء رحلته ليها في 8 مارس 1930 ناظرا اليها قائلا (انها لمدهشة انها لافضل مكان في العالم) وفي 11 مارس انهى مصطفى كمال زيارته وعاد إلى انقرا في مساء نفس اليوم وقد أطلق على المكان الذي مكث فيه اتاتورك في هذه الفترة (متحف اتاتورك بانطاليا)
وقد تحققت الزيارة الثانية لاتاتورك لانطاليا كنزهة داخل الواطن في 26 يناير 1931.فقد قام في هذه الزيارة مع الوفود ببحث المشاكل التي تخص كساد الاقتصاد العالمى ومشاكل الحزب الجمهورى الحر ولتحقيق هذا الهدف سافر بباخرة ايجى في 8 فبراير 1931 من ازمير إلى انطاليا وعاد إلى انطاليا في صباح يوم 10 فبراير 1931 وقد قام اتاتورك خلال هذه الزيارة بزيارة مقر الحكومة والحزب الجمهورى الحر وتباحث طويلا حول شؤون المنطقة الداخلية والخارجية وبعد اتمام هذه المباحثات انتقل إلى سيلفيكا
وقد تمت الزيارة الثالثة والاخيرة لاتاتورك لانطاليا في 18 فبراير 1935 وقد حقق اتاتورك –الذي خرج من اسطانبول بباخرة ايجى-النصر في توربيدور في 16 فبراير 1935 وبعد ان بقى في الانيا 3 ساعات اتجه مباشرة إلى شرق انطاليا في وقت الظهيرة وفي ظل الزيارة الثالثة لاتاتورك لانطاليا فقد تجددت المشكلات بين تركيا والمملكة الإيطالية مرة أخرى وقد ارسل موسولينى الذي ظل متوليا الحكم في إيطاليا بسفن الحرب بالقرب من انطاليا.وقد بدأت الطائرات التابعة للقوات إيطاليا الجوية بالتحليق في سماء انطاليا.وعلى مدار يوم 18 فبراير فقد قام اتاتورك الذي نظم التجهيزات المختلفة على نفقته والذي كان ينقل الاطعمة إلى المسؤولين على مائدة الطعام في المساء اراد من القوات الجوية التركية بتنظيم هجوم انتحارى على القوات الإيطالية البحرية.وقد وافق على الفور الطيارين بالرحب والسعة على هذا القرار، وفي اليوم التالى في 19 فبراير قد استقل كل من افت عنان والوفد الذي كان معه البواخر وانفصلوا عن انطاليا  وقد سمح اتاتورك في المكاتبات المتبادلة بين اتاتورك والطياريين بالوصول إلى المركبات المحلية والدولية التابعة لهم وبعد فترة قصيرة قد انسحبت القوات الإيطالية الموجودة با البر والبحر إلى جنوب البحر الأبيض المتوسط

## الجغرافيا

### موقعها وحدودها
تقع مقاطعة أنطالية في الجنوب الغربي من تركيا وذلك على خطوط طول رقم 29° 20’-32°35 شرقا وخطوط عرض رقم 36° 07’-37° 29 شمالا. ويحيط بها البحر الأبيض المتوسط جنوبا، وطوروسلار شمالا بشكل موازي للبحر ويجاورها مدن مرسين، قونيا وكارامان شرقا، ومدينتي اسبرطة وبوردور شمالا وموغلا غربا. وتقدر مساحة أنطالية بحوالي 20.815 كم مربع. وهو ما يعادل % 2.6 من المساحة العامة لتركيا. حيث تمثل مقاطعة أنطالية التي تقع في غرب اقليم البحر الأبيض المتوسط ما يقرب من % 17.6 من مساحة الإقليم.
يوجد بمقاطعة أنطالية هيئة جبلية بنسبة 77.8% من متوسط مساحة أراضيها وبها أيضا هضاب بنسبة 10.2 % أما المرتفعات فيها فهي بنسبة 12 %. ويتجاوز بعض قمم طوروسلار التي تغطي ¾ مساحة أنطالية ارتفاع 2500-3000 متر. ويوجد الهضاب الواسعة وأحواض الأنهار في منطقة تيكي الواقعة في الغرب. وينتشر بشكل عام أشكال الكرست الكبيرة والصغيرة في منطقة هذه الجبال والهضاب التي تكونت من الأحجار وهذه الأشكال مثل المغارات التي تشكلت من تكتل الأحجار، المجاري المائية، مخارج المياه والمنخفضات الواسعة. أما التغييرات الذي أحدثتها أنطالية من حيث الطوبوغرافية هو خلق مجتمعات مختلفة سواء كان من حيث الاقليم أو الزراعة أو علم السكان والاستيطان. ومن ثم عُرفت هذه المناطق التي ظهرت بميزة خاصة بها كمناطق ساحلية ومرتفعات.

### الإقليم
يدخل اقليم مقاطعة أنطالية في اقليم البحر المتوسط بشكل عام. ويدخل مناخ الإقليم المعروف بأنه إما صيف حار وجاف وإما شتاء معتدل وممطر تبعا لدرجة إقليم البحر المعتدل والبحر الحار (يقصد طقس البحار) وكذلك يُرى أيضا نمط «المناخ البارد الشبة قارى» بكثرة وذلك في المناطق الداخلية. ويتراوح متوسط درجة الحرارة صيفا بين 28-36 درجة مئوية. ويُرى ارتفاع درجات الحرارة في الظهيرة والتي تصل إلى 40 درجة مئوية. أما في شهر يناير فيتراوح متوسط درجات الحرارة ما بين 10-20 درجة مئوية، لكن لا يسقط ثلوج، ويكون الجو لطيف على معظم الأنحاء وتمضي الأيام بدون أمطار بل يكون الهواء نقي وتكون الشمس مشرقة، وبجانب ذلك يكون متوسط نسبة الرطوبة 64%.
أما عن فصل الصيف في سواحل أنطالية فيكون من ناحية طويل ومن ناحية أخرى مائل للحرارة، ويقترب الهواء من البرودة الخفيفة في فصل الشتاء. أما الأمطار التي لا تُرى قط في فصل الصيف فهي تهطل بكثرة في شهري ديسمبر ويناير والشهور الأولى وشهور فصل الخريف وذلك بشكل نادر جدا. ومن جهة أخرى يكون اليوم الأربعون من العام حتى اليوم الخمسين ملبدين بالغيوم والأمطار. فإن أنطالية لديها متوسط 300 يوما مشمسا في العام ومتوسط درجة الحرارة 18.7 درجة مئوية وهي مفتوحة لجميع الأنشطة السياحية طوال العام فأنطالية تعد واحدة من المناطق النادرة. أيضا من الممكن ممارسة رياضة السباحة تسعة أشهر في العام.
و قد حُدد أعلى نسبة مقياس للمطر يوميا في أنطالية بدرجة 232.8 كيلو جرام لكل متر مربع، أعلى مقياس للرياح بنسبة 155.5 كم في ساعة وأعلى مقياس لعمق الثلوج 5.0 سم.
```
بيانات درجات الحرارة
```

| الشهور                            | يناير | فبراير | مارس | ابريل | مايو | يونيو | يوليو | أغسطس | سبتمبر | أكتوبر | نوفمبر | ديسمبر |
| --------------------------------- | ----- | ------ | ---- | ----- | ---- | ----- | ----- | ----- | ------ | ------ | ------ | ------ |
| متوسط درجات الحرارة               | 9.6   | 9.9    | 12.2 | 15.8  | 20.3 | 25.3  | 28.3  | 27.8  | 24.3   | 19.5   | 14.2   | 10.8   |
| درجات الحرارة المرتفعة            | 15.0  | 15.3   | 17.9 | 21.4  | 25.9 | 31.3  | 34.4  | 34.3  | 31.3   | 26.9   | 20.8   | 16.3   |
| درجات الحرارة المنخفضة            | 5.6   | 5.7    | 7.4  | 10.6  | 14.5 | 19.0  | 22.1  | 21.8  | 18.6   | 14.5   | 9.8    | 6.8    |
| متوسط الجو المشمس على مدار الساعة | 5.3   | 6.1    | 6.9  | 8.0   | 9.9  | 11.6  | 12.0  | 11.6  | 10.0   | 8.1    | 6.3    | 4.9    |
| متوسط عدد أيام المطر              | 12.4  | 10.4   | 9.0  | 7.3   | 5.4  | 2.9   | 1.5   | 1.5   | 2.0    | 5.6    | 7.8    | 11.5   |

### الزلزال
ان أنطالية هي منطقة زلازل من الدرجة الثانية وذلك في خريطة خطر الزلازل والتي أعدتها المديرية العامة لشؤون الكوارث بهيئة بحوث الزلازل التركية. حيث يمتد زلزال هيلين القادم من مدينة المالي الواقعة غرب أنطالية. ويكون هذا الامتداد تصدعات مختلفة في خط بوردور- اسبرطة. أيضا تعد المناطق التي يصيبها خطر الزلازل هناك هي مناطق زلزالية من الدرجة الثانية بأنطالية وذلك لكونها تحيط بهذه مقاطعة[ ؟ ]. لكن لا يوجد بمركز أنطالية زلزال شديد بدرجة كبيرة. يُذكر فقط أن زلزال بقوة 4.6 ريختر قد وقع في 11 أبريل 1977 بعمق 93 كم وزلزال آخر في أنطالية بقوة 6.0 ريختر في تمام الساعة 17.21 يوم 28 ديسمبر 2013.

## الاقتصاد
تصدرت السياحة، التجارة والزراعة المركز الأول في اقتصاد مدينة أنطالية أما الأنشطة الصناعية فهي من الأنشطة التي لوحظ التقدم بها في الأونة الأخيرة. وبجانب ذلك ووفقا للثروات الموجودة في أنطالية (مثل الثروة الحيوانية والتعدين) تقام بمدينة أنطالية أنشطة أخرى للحرف الأقل أنتشارا.

### التجارة
ظلت التجارة في أنطالية عند مستوى معين حتى عام 1970 وشهدت حركات مختلفة من بعد هذا التاريخ. ومع حركة السياحة التي تطورت عام 1980 قد افتُتحت محلات تجارية فاخرة في أنماط مختلفة وذلك بتأسيس أماكن الإقامة والترفيه. ومن ثم فقد زاد الإنتاج في الزراعة والصناعة بالتوسع في استخدام التكنولوجيا وقد شهد السوق التجارى تقدم كبير إلى حد ما.
أما عن المؤسسة الأكثر تأثيراً في التجارة بأنطالية هي غرفة أنطالية للتجارة والصناعة. ومن المؤسسات الأخرى التي تعد ذو أهمية مثل غرفة أنطالية للتجارة والصناعة: سوق أنطالية التجاري واتحاد مُصدري أنطالية.
يمتلك القطاع التجارى القائم بأنطالية مكانة هامة جداً والتي تقدر ب 34% من إجمالى الدخل. تقدر الصادرات والواردات مع دول أعضاء الإتحاد الأوربى بنسبة 67% صادرات و 60% واردات.

#### اقليم التجارة الحرة بأنطالية
تأسس 21 اقليم تجارة حرة في تركيا حتى هذا العام وذلك بموجب القانون الذي صدر عام 1985 بشأن منطقة التجارة الحرة في تركيا. وفي هذا الصدد قد بدأت منطقة التجارة الحرة بأنطالية التي تحتل المركز الثاني من منطقة التجارة الحرة بتركيا أنشطتها في 14 أكتوبر 1987. ومنذ ذلك التاريخ أظهرت منطقة التجارة الحرة بأنطالية فعالياتها في مساحة تقدر ب 607,130 متر مربع وتواجدت داخل حدود مدينة قونيالتي بأنطالية.
وبينما كان مجلس الوزراء يصدر القرار في هذا الشأن خُصصت فعاليات منطقة التجارة الحرة بأنطالية للقطاع الخاص. وطبقا لهذا القرار خُصصت نسبة 36% من هذه الفعاليات لعامة الشعب بينما النسبة المتبقية وهي 64% منها فخٌصصت للشركة المنفذة لمنطقة التجارة الحرة بأنطالية ASBAŞ.

### الصناعة
بالرغم أن أنطالية تعد العاشرة وفقا للنظام التركي المتقدم لكنها ظلت متأخرة في مجال الصناعة. والسبب الرئيسي لذلك هو أن تعد السياحة والزراعة في أنطالية في المقدمة. وعلاوة على ذلك فإن أنطالية من المناطق التي لم تشهد أوضاع مثل تلوث الهواء الذي يتسبب فيه التصنيع بفعل هذين العاملين الاقتصادين.
و في نهاية مبادرات الصناعة التي بدأت بتأسيس بنك سومر وأنتبرليك صار هناك شركة تمتلك ما يقرب من 200 سجل صناعي في أنطالية والسجل الثالث والستون منهم كان تحت سيطرة المنطقة الصناعية لمنظمة أنطالية. أما عن مصنع نسيج القطن بأنطالية فأُسس عام 1961 ويعد من أولى المؤسسات الصناعية بأنطالية فقد أوقفت فعالياته في 17 نوفمبر 2004. وبجانب المنطقة الصناعية للمنظمة الموجودة في دوشيمي آلتي والمنطقة الحرة التي تقع في قونياآلتي فتقع ثلاثة مواقع صناعية بمركز مدينة أنطالية. وهم: موقع صناعة البحر الأبيض، موقع صناعة أنطالية الخضراء والسوق الصناعي وهو أقدم موقع صناعي في أنطالية.
بينما يوجد حصة اجمالي الإنتاج للقطاع الصناعي في عموم تركيا بنسبة تصل إلى 28% ويعد ذلك المستوى ال 7% في أنطالية. وظلت فقط الحصة الصناعية في الدخل القومي لمقاطعة أنطالية بمعدل 4.3%.

#### المنطقة الصناعية لمنظمة أنطالية
بدأت المنطقة الصناعية لمنظمة أنطالية العمل تفعيلا للموافقة التي قدمها مجلس الوزراء عام 1976 وتم تأسيسها بموجب الاستثمارات الصناعية التي تدعم قطاع السياحة في أنطالية ولكونها هيكل صناعي أقيم على أراضي غير ملائمة للزراعة والسياحة فهي تعمل على الاعداد للبنية التحتية اللازمة وتنظيم المؤسسات والمساحات للأنشطة الاجتماعية اللازمة من أجل العاملين وضمان الجودة واستمرار الخدمة في جميع الأحيان.
و قد تم الانتهاء من إنشاء المنطقة الصناعية لمنظمة أنطالية عقب فترة استغرقت سنة وشهرين وقد بدأت تظهر في مساحة تقدر ب 370 هكتار. وعقب تأسيسها قد تم اكتشاف خطأ على الأرض التي أُسست عليها بعد 6 أعوام وقد انهار 310 هكتار من المساحة المخصصة وانخخفضت إلى 60 هكتار لكن تم تجاوز هذه المشكلة عام 1998 ومن ثم استمرت الأعمال من جديد في مساحة 370 هكتار. وفي غضون عام 2005 تم إضافة موقع مساحته 294 هكتار واتسعت المنطقة لتصل إلى 664 هكتار.
إن المنطقة الصناعية لمنظمة أنطالية التي تقع في الكيلو 26 من طريق بوردور السريع بها ثلاثة أبواب 2 غربا و 1 شرقا. وقد خُصصت قطعة أرض تبلغ مساحتها 208 ل 179 شركة في المنطقة الصناعية لمنظمة أنطالية التي تمتلك معدل إشغال بنسبة 84.86%.

### الزراعة
تحتل أنطالية مكانة هامة في الزراعة بتركيا من حيث السهول والامكانات الزراعية التي تمتلكها والملائمة البيئة. فتقدر المناطق التي يتم زراعتها في أنطالية بنسبة 1/5 من أراضيها.
إذا قمنا بتقسيم الأراضي التي يتم زراعتها في أنطالية إلى مناطق ساحلية ومناطق بعيدة عن الساحل[ ؟ ] فنجد أنها ملائمة للزراعة الدفيئة بجانب أنه من الممكن زراعة النباتات الاستوائية مثل البرتقال، الموز والأفوكادو في المناطق الساحلية. أما عن المناطق البعيدة عن الساحل فيمكن زراعة أنماط من الفاكهة المقاومة للبرودة مثل التفاح، الكمثرى والسفرجل. ويتصدر الطماطم، الخيار والبرتقال المنتجات الزراعية الأكثر زراعة.
تنتج أنطالية سنويا 3.368.357 طن خضروات وهو ما يقدر بنسبة 13.4% من المنتجات التركية و 1.011.917 طن فاكهة يقدر بنسبة 6.06% من المنتجات التركية. أما المحاصيل[ ؟ ] الأخرى فتساهم أنطالية سنويا بمعدل 4.41% من احتياج تركيا لزراعتها.
و قد يحدث تغيرات جذرية في قطاع الزراعة حيث أنه يشهد عملية موازية لتطور المدينة السريع. فنجد أنه بينما يربح ¾ من السكان عام 1970 من قطاع الزراعة إلا أن إنخفضت هذه النسبة إلى 49% عام 2000.

### الثروة الحيوانية
تعد الثروة الحيوانية في مدينة أنطالية نشاط اقتصادي غير منتشر. وتعد الأغنام الثروة الحيوانية المنتشرة أكثر في القرى المرتبطة بالمركز لأن الأغنام هي الثروة الحيوانية الملائمة لطبيعة الأرض هناك. ويقدر 509.335 غنم في أنطالية بنسبة 1.7% من الحيوانات في المدينة. تُرعى الأغنام أكثر في منطقة مرتفعة خارج مركز المدينة. ويقدر 120.016 غنم في أنطالية بنسبة 1.1% من الثروة الحيوانية في تركيا. وبالرغم من أن عدد الدواجن في أنطالية أكثر من الماشية والأغنام إلا أنه يعادل 0.24% من الدواجن في تركيا.
يُربى النحل في أنطالية على شكل تربية النحل الجوال. فيعادل عدد خلايا النحل في المقاطعة 2.4% لتركيا. أما تربية دودة القز فهي تعد أكثر الثروات الحيوانية التي ساهمت في اقتصاد مقاطعة أنطالية. وفقا لذلك يتم افتتاح 905 مربع سنويا مما يعادل 16% من إنتاج تركيا.

### الثروة السمكية
بالرغم من أن أنطالية مدينة ساحلية إلا أن يظل إنتاج الثروة السمكية فيها أقل من متوسط إنتاج تركيا. فيبلغ اجمالي إنتاج سمك السلمون، الشبوط وسمك الليفريك 1.36% من إنتاج البلدة. وبجانب ذلك أجريت مجهودات في محطة إنتاج المنتجات البحرية بمنطقة «كابز» التي تقع في شمال مركز المدينة لزيادة أنواع السمك وذلك في اطار مشروع الثروة السمكية للبحار المغلقة بتركيا الذي طُبق بصفة عامة في 2005.

### السياحة
ان أنطالية لها مكانة رائدة في مجال السياحة مثل إسطنبول في تركيا. وتعد أنطالية المقاطعة التي يقام بها المرافق والمؤسسات السياحية في الأربع مواسم. ويمكن القيام بالسياحة البحرية، الرياضية، الصحية، الشتوية، الجبلية، الدينية[ ؟ ]، سياحة المؤتمرات والتخييم وعلى رأسهم السياحة الثقافية وأقيمت مؤسسات من أجل الاختيار من أنواع السياحة السالف ذكرها. ووفقا للاحصائيات السياحية لعام 2010 فان أنطالية تحتل المركز الرابع في المدن الأكثر زيارة في العالم.
تعد المناطق التي يقام بها السياحة الثقافية في أنطالية هي مناطق تختلف عن المدن الساحلية التي تمتد غرب أنطالية. ويوجد في هذه المناطق عشرات المدن القديمة، أبنية، مساجد وكنائس تاريخية. كما يقام في أنطالية السياحة البحرية بطول السواحل. ويمكن أيضا القيام بجولات بحرية مع سياحة السواحل في هذه المنطقة. وتعد شواطئ كليوباترا، قونيالطى ولارا هم المواقع السياحية الأكثر شهرة.
تعد أنطالية المقاطعة التي تستضيف الرياضة الشعبية وذلك من حيث السياحة الرياضية، حيث يفضل مئات الرياضين وفرق أنطالية كل عام ممارسة السياحية الرياضية بها وعلى رأسها لاعبى كرة القدم، التنس والجولف. وتقوم أنطالية بإستقبال الندوات التي تقام للرياضين والمسؤولين. وقد استضافت أنطالية 177 فعالية من 39 دولة، 66 مواطن، 27 معسكر منتخب وطنى و 45 دورة وندوة وذلك في مجالات عديدة مثل الجولف، رفع أثقال، مبارزة، الكرة الطائرة، تنس الريشة وغيرهم في الفترة من 2009 – 2010. وعلاوة على ذلك فقد استضافت أيضا بطولة العالم للراليات من 2003-2008.
كما أن تعد أنطالية من المدن التركية المتقدمة في السياحة الصيفية والرائدة أيضاً في السياحة الشتوية. حيث يعد مركز صاكلى كنت للتزلج الموجود بأنطالية ومركز سياحة الرياضة الشتوية بجبل آق في أنطالية هم المؤسسات الرائدة في مجال السياحة الشتوية بأنطالية.
أما من ناحية سياحة المؤتمرات فتعمل أنطالية على توفير فرص السياحة والترفيه وذلك من خلال سهولة النقل وتنوع وسائل النقل وتمتلك أيضاً فرصة تمكنها من إقامة الاجتماعات الهامة من أجل الزائرين من جميع أنحاء العالم الذين يتجاوز عددهم 106,000 مقعد.
و الجدير بالذكر هو أن تطل أنطالية على بحر من جانب ومن جانب آخر يوجد بها جبال ذات مرتفعات عالية ولذلك يمكن القيام بالسياحة الجبلية بأماكن جغرافية مرتفعة والتي تبدأ من فينيكا وتمتد حتى ألانيا. علاوة على ذلك تتكون جبال أنطالية التي توجد على سفوح جبال طوروسلار من أحجار الجير بشكل عام من حيث الأساس. وقد يتكون معظم الكهوف الكبيرة في أنطالية من هذا الحجر الجيرى. فقد تم اكتشاف 500 كهف تقريباً في أنطالية. وفي هذا الصدد يمكن القيام بسياحة الكهوف في أنطالية حيث أنه تم افتتاح 3 كهوف للسياحة بينما يُنتظر افتتاح 28 آخرين للسياحة أيضا وقد يتم افتتاحهم بجهود محلية.
أما عن السياحة الدينية في أنطالية فهي تعد ذراع السياحة الذي شهد تطور باهر. حيث يوجد العديد من المساجد في أنطالية خاصة منذ العهد السلجوقى.
والجدير بالذكر أن أشهر هؤلاء المساجد مسجد مراد باشا ومسجد يفليف منارة. كما أنه يوجد كنيسة بابا نويل بمنطقة ديمرى الواقعة غرب أنطالية وكنيسة آيايوجى التي يبلغ عمرها 1400 عام بمنطقة آلانيا الواقعة في الشرق. وبجانب ذلك فقد اُفتتح دور عبادة ذات مدخل خاص عام 2004 في منطقة سيرك ويسمى هذا الدور حديقة الأديان. كما يوجد دورعبادة للثلاثة أديان السماوية (الإسلامية، المسيحية واليهودية) جنباً إلى جنب في هذه الحديقة والتي تعد الموقع الثاني الذي يوجد به الثلاث أديان بعد القدس.

## السكان
قد ازدحمت مقاطعة أنطالية عقب إعلانها كمنطقة سياحية لمدينة بجنوب انطاليا. وقد ركزت استثمارات القطاع الخاص والعام في مركز المدينة وما حولها ونتيجة لذلك أدت فرص العمل التي توفرت إلى تدفق عدد كبير من السكان. ووفقاً لتنوع المنشأت السياحية فمن الممكن أن تتسبب عوامل مثل تطوير المنشأت، الاراضى المناسبة للزراعة وجميع المواسم، استخدام أنظمة النقل والشواطئ الساحلية على البحر في تشجيع الهجرة. ولذلك تضاعف معدل المواليد الذي كان يقدر ب 206,270 نسمة عام 1927 وازداد بسبب الهجرة ليصل اليوم إلى مليوني نسمة. وبالرغم من هذا إلا أنه بلغ معدل البطالة في أنطالية عام 2008 10,7 % أقل من 11,9 % معدل البطالة في تركيا بشكل عام. حيث بلغ نسبة العاملين في مجال الخدمات45 %، منهم 5 % في مجال الصناعة و50 % في الزراعة (هذه المعدلات تساوى 49 %، 27 % و24 % بالنسبة لتركيا على التوالي).
قبل عام 2013 كان يعيش 1,000,081 من السكان في العاصمة بينما يعيش 919,648 نسمة في مراكز المدينة. وهذا يعنى أن 52 % من سكان المدينة يعيشون في مراكز المحافظات ويعيش 48% منهم في القرى والبلاد. ووفقاً لعدد السكان الذي تم إحصاؤه عام 2013 لمدينة أنطالية فانها تحتل المركز الخامس من بين 81 مدينة أخرى ذات كثافة سكانية. وطبقاً للعام الماضي فإن عدد سكان أنطالية كان يبلغ 1,919,729 شخص وزاد ب 60,454 وبذلك فقد ارتفع نسبة الكثافة السكانية بأنطالية من 2,59 إلى 2,64 في سكان تركيا.
من ناحية أخرى يمتلك سكان مدينة أنطالية نظام تعليمى أعلى مقارنة بأنحاء تركيا. فوفقاً لإحصائيات عام 2008 تكون نسبة من يعرفون القراءة والكتابة فوق عمر ال 15 عام 97% من إجمالى سكان المدينة (91% من الرجال، 86 % من النساء[ ؟ ]) مما تعادل هذه النسبة 83% بالنسبة لتركيا (88% من الرجال، 79% من النساء[ ؟ ]). هذا الفرق يتضح بشكل خاص في شرائح السكان ذى التعليم الجامعى: تُقدر نسبة خريجى الجامعات والكليات من اجمالى الشرائح السكانية ب 7% في أنطالية بينما تُقدر في تركيا بشكل عام بنسبة 5,4%.

## البنية التحتية

### النقل
من الممكن التنقل داخل المدينة بواسطة الطريق السريع، البحر والسكك الحديدية. علاوة على ذلك يواجه نظام النقل القائم بأنطالية احتياج سكان المدينة بشكل أوسع للتنقل.
وبالرغم من البنية التحتية للنقل العام ومظاهر مستوى الرفاهية الموجود بالمدينة الا أن تعد أنطالية المدينة السادسة في تركيا ذات 11,5 سيارة يملكها 100 شخص وعدد من سيارات يملكها فرد واحد.
يعد مطار أنطالية الذي يقع شرق مركز المدينة أهم موقع يضمن الخروج والدخول من خلال الطيران. من الممكن السفر عن طريق الجو من مطار أنطالية إلى جميع مدن تركيا بالإضافة إلى مدن مختلفة في أوربا والشرق الاوسط. ولايوجد مطار في أنطالية يُستخدم لأهداف عسكرية.
تمتلك مدينة أنطالية شبكة طرق سريعة أُنشأت حتى تخفف من ازدحام وسائل النقل ذات المحركات التي تسير في الطرق. ويُعد الطريق الدائرى من الطرق الكبيرة الموجودة في مركز أنطالية. وتعتبر الطرق التي تأتى من داخل حدود مدينة أنطالية إلى المركز هي طرق دولية تماماً. وتعد جميع الطرق الدولية الأخرى داخل المدينة ذو صلة بمدينة أنطالية. فيربط طريق دى-650 وهو أحد الطرق السريعة مدينة أنطالية بمدن أخرى فهو يبدأ من منطقة كاراسو بمقاطعة صقاريا التي تطل على ساحل البحر الأسود مارأ من حدود مدينتى بورصة[ ؟ ] وأسكى شهير حتى كوتاهيا ومنها حتى أفيون كاراهيسار ثم يمتد من مقاطعة بوردور ليصل حتى مدينة أنطالية. أما طريق دى -685 فهو يربط بين مدينتى أنطالية وسبارتا. ويُعد طريق دى-687 طريق النقل بين مدينتى أنطالية وقونيا حتى يصل إلى مدينة باى شهير.
يٌقدم بالمقاطعة خدمات العديد من شركات الحافلات التي تضمن التنقل بين البلاد ومحطة حافلات أنطالية المعروفة في مركز المدينة وهو المركز الذي يربط داخل المقاطعة وخارجها بمركز المدينة. كما تربط محطة الحافلات نظام السكك الحديد الخفيفة للمدينة بالمحطة الرئيسية لمدينة أنتراى.

#### النقل العام بالمدينة
يفضل بعض ركاب النقل العام داخل المدينة الطريق السريع. وتوفر الحافلة ذات اللون الأحمر -أحد وسائل نقل بلدة بيوك شهير بأنطالية- ، الحافلات العامة والحافلات الصغيرة هذه الخدمات في المقاطعة.
وهو نظام السكك الحديد الخفيفة القائم بمدينة أنتراى والذي بدأ العمل بترام نوستالجيك الذي يوفر الخدمات للمواطنين في خط موزا-زيرداليليك عام 1999 بمركز أنطالية وفي خط ميدان الفاتح عام 2009.
يتم نقل المسافرين ثلاثة مرات بين ميناء أنطالية وميناء كيمير بواسطة الحافلات البحرية بأنطالية التي بدأت العمل عام 2012 في أنطالية.
كما يتم تنظيم رحلات الحافلات اليومية المتبادلة من مدن وبلاد مقاطعة أنطالية ومن مركز ومدن مقاطعتى بوردور وسبارتا أيضاً

#### السكك الحديدية
تُعد أنطالية ثاني مدينة كبيرة بعد بورصا التي لم تمتلك خط سكك حديد وبها أعلى كثافة سكانية. والسبب الرئيسى لذلك هو الحاجز الجغرافى بين أنطالية والمدن الداخلية. فجعلت جبال طوروس التي تلتف حول تركيا شمالاً وغرباً التكلفة اللازمة من أجل الإستثمارات التي أقيمت تزيد وذلك بالرغم من تقييد أعمال الطريق السريع من ناحية والسكة الحديد من ناحية أخرى.

#### مشروع سكك حديد أنطالية – أفيون
وضع الانجليز مخططات لتنفيذ مشروع سكك حديد بوردور – أنطالية بخط أفيون كاراهيسار – انطاليا. لكن هذه الاستثمارات لم يتحقق منها أي عائد.
و قد جاء على جدول الأعمال مشروع خط سكة حديد أفيون – انطاليا عام 1923 عقب نجاح حركات النضال القومى وحصول حكومة البرلمان الذي أسس في أنقرة على الحكم.
وقد احتل 13 طريق في المجموعة الثالثة مكان بهذا المشروع. كما ظهر إنشاء خط أنطالية – عزيزية – باهاضر – كاراكويو – أفيون الذي يعد ذو صلة بهذه الطرق كونه خطوط سكك حديدية. وفي نفس الوقت قد تم الاعتقاد بإنشاء ميناء أنطالية بالمرحلة الثانية للمشروع الذي أعتبر كامتداد لمشروع السكك الحديدية. لهذا السبب تم تأجيل الأعمال المتعلقة بهذا الموضوع حتى عام 1927. لكن عندما لم تجد شركة سكك حديد أيدن التي وضعت الخطط لتنفيذ هذا المشروع في هذه الفترة عائد من المشروع أُجلت أعمال مشروع سكك حديد أفيون – أنطالية حتى عام 1933.
وقد تم مناقشة مشروع إنشاء خط سكك حديد أفيون قاراهيسار – أنطالية في اجتماع هيئة اللجنة التنفيذية في 4 مارس 1933 وذلك في البرلمان التركى وتم الانتهاء بتقرير عرض هذا الموضوع على المجلس وقد قام السيد رئيس الوزراء عصمت اينونو بعرضه على رئاسة البرلمان التركى. ثم عرض أراء أعضاء مجلس الشعب[ ؟ ] المتعلقة بهذا الموضوع على الجمعية العمومية. وقام النواب بعرض أرائهم في المناقشات التي عُقدت بشأن سن القانون الذي تم إعداده بخصوص إنشاء خط سكك حديد أفيون – أنطالية حيث وقفوا على الفوائد الاقتصادية والعسكرية التي يحققها هذا الخط ونتيجة لذلك أعلنوا الموافقة على هذا القرار وشارك 195 من 317 نائب بالمجلس للتصويت في الجمعية العامة للبرلمان في 1 أبريل 1933 وقد أقروا سن القانون والتصديق عليه بموافقة الجميع.
ومن ثم نشُر هذا القانون في الجريدة الرسمية في 4 أبريل 1933 .وبموجب هذا القانون قُدم تصريح من اجل إنشاء خط السكك الحديدية التي يُرغب في إتمامها بدأ من مدينة أفيون قاراهيسار حتى أنطالية ولمدة لاتزيد عن 4 سنوات وذلك يتم بتكلفة 25,000,000 ليرا تركية وأيضا تصريح من أجل ابرام عقد رسمى خلال السنوات المقبلة.
و في 28 أغسطس 1934 تم القيام بمراسم وضع أساس خط السكك الحديدية هذا بوجود حشد لشعب أفيون، بوردور، سبارتا وأنطالية والمسئولين السعداء لهذا الإنجاز. وتشرف بالحضور لهذه المراسم نواب مقاطعة أنطالية السيد راسية، السيد نعمان والسيد حيدر وذلك برئاسة وكيل وزارة الأشغال العامة السيد عارف.
وبالرغم من العقبات الكثيرة التي واجهة هذا الخط الذي تم البدء في أولى مراحل إنشاءه والقرارات التي صدرت من أجل تجاوز هذه الصعوبات فقد تم افتتاح محطة بوردور في أكتوبر عام 1936 وتم إنهاء جزء من الخط يعادل 136 كم. لكن قد تم التوقف لمدة 4 سنوات بسبب الجزء الذي يُقاس ب 108 كم والذي تم تعديله من بوردور حتى كوركوتالى وذلك بتكلفة قدرها 8,000,000 ليرا تركية. والجديد بالذكر انه لم يوجد إمكانية لدى وزارة المالية التركية للقيام بتخصيصات اضافية من اجل إنشاء خط بوردور كوركوتالى ولهذا السبب تم الإعلام البرلمان التركى أنه يجب تأجيل العمل بمشروع هذا القاون.
وقد طلبت رئاسة الوزراء التي تلقت هذا المكتوب من ناحية وطالبت رئاسة المجلس العسكرى -التي راقبت عن قرب إنشاء طرق السكك الحديدية- باستكمال قسم بوردور – كوركوتالى لخط السكك الحديد. وقد بذلت وزارة المالية جهودا كبيرة بشأن هذا الموضوع من جديد وصرحت في خطاب لها كتبته بعد فترة بأنها لن تستطيع إيجاد مصدر اساسى وان المشروع تم تأجيله بالفعل.
وبالرغم من عشرات السنين التي مضت فان ربط أنطالية بخط سكك حديد هو واحد من الموضوعات التي وضعت على جدول أعمال بالنسبة إلى السكك الحديدية للجمهورية التركية.

### الطاقة
تعد حصة استهلاك الطاقة بالنسبة لتعداد سكان أنطالية زائدة. فان مقدار الاستهلاك اليومى للطاقة في الظروف الطبيعية 12 مليون كيلو وات في الساعة. لكن مع زيادة استخدام التكيفات في شهور الصيف يزيد هذا الاحتياج للطاقة ليصل إلى 18 مليون كيلووات في الساعة. ويعد مقدار الإنتاج اليومى حوالى 3 - 3,5 مليون كيلووات في الساعة. ويتحقق 48,6% من الغاز الطبيعى، 21,7% من الفحم[ ؟ ] المحلى، 18,5 من إمدادات الطاقة، 6,6% من الفحم[ ؟ ] المستورد، 3,4% من الوقود السائل، 0,76% من الرياح و 0,34 % من الطاقة الحرارية الأرضية والغاز الحيوى من هذا الإنتاج العائد لأنطالية التي تمتلك إجمالى إنتاج الكهرباء 198,4 مليار كيلو وات في الساعة. فتتوافر المياه اللازمة من أجل إنتاج هذه الكهرباء من الأمطار التي تسقط على أنطالية. حيث يسقط 1224,2 كيلو جرام كل متر مربع من الأمطار سنوياً على أنطالية. وتستخدم مياه هذه الأمطار في مياه المدينة. لكن تعد معظم مصادر المياه في أنطالية هي مياه جوفية.
وقد اُنشئ أول خط غاز طبيعى بأنطالية عام 2010 للمنطقة الصناعية لمنظمة أنطالية وتم تشغيله. ووصل هذا الخط عام 2011 إلى مركز المدينة وقد تم توصيل الخطوط الرئيسية إلى المدينة وكما تم أيضاً مدّ الخطوط إلى بعض الأحياء. واُعد الغاز الطبيعى في أنطالية للاستخدام في ثلاث اتجاهات (المنازل، الصناعة والاحتباس الحرارى) ويعتَقد أن يصل الاستهلاك السنوى عام 2020 إلى ا مليار متر مكعب.
تعد أنطالية هي المدينة التي تشرق بها الشمس 300 يوم في العام. ومع الطاقة الشمسية المنزلية التي تم تأسيسها في مركز المقاطعة عام 2010 فأصبح هناك استفادة من طاقة الشمس والرياح في أنطالية. وبعيدا عن اللوحات الشمسية ولوحات الرياح التي خُطط لها بشكل واضح للشعب والتي توفر الطاقة من الطاقة الشمسية المنزلية يوجد أقسام أيضا مثل الاحتباس الحرارى، وحدة أر-جي، غرف الندوات وأماكن السير.

### الصحة
تعمل الدولة، والجامعة والمستشفيات الخاصة الموجودة بمقاطعة أنطالية على توفير الخدمات الصحية. حيث يوجد حوالى 67 مستشفى فمنهم 37 مستشفى تابعة إلى وزارة الصحة للجمهورية التركية، مستشفى تابعة للجامعات و 16 مستشفى خاصة كما يوجد مركز صحة الفم والأسنان وذلك اعتبارا من عام 2009. وتعد مستشفى كلية الطب جامعة أكدينيز، مستشفى أنطالية أتاتورك الدولية ومستشفى أنطالية التعليم والبحوث هم من أكبر المستشفيات.(ذى 950 سرير)
تعتبر مصادر المياه الدافئة في المقاطعة محدودة، لذلك لا يعد هذا مناسبا للسياحة الصحية.

#### المساحات الخضراء، مناطق التسلية والترفيه، والمتنزهات
يوجد بالمقاطعة حدائق[ ؟ ] المدينة التي تحقق للافراد وسائل التسلية، الترفيه والاقتراب من الطبيعة كما أنه يوجد أيضا مناطق طبيعية خارج المدن اُعتبرت محمية طبيعية يعد جزء منها مساحات خضراء يحيط بها بحيرات، برك وبحيرات السدود وجزء آخر مناطق هضاب وغابات.
وتعد غابات مدينة أنطالية، حديقة أتاتورك وغابة مدينة كابز من بين المساحات الخضراء الخصبة المهمة. وتعتبر حديقة أكتور التي تُدار بأعمال خاصة هي أكبر حديقة في أنطالية كحديقة ترفيهية. بينما تُستخدم 3 حدائق وهم أكوابارك  قونيا ألتى، شواطئ لارا وحديقة الشاطئ من أجل عطلة الصيف بشكل خاص تمتلك المدينة الغنية بجانب ذلك مؤسسات تضمن فرص للتزلج في شهور الشتاء.
والجدير بالذكر أنه يوجد من بين المحميات الطبيعية الحديقة القومية لجبل جوللوك الموجودة بالطريق السريع أنطالية كوركوتالى، الحديقة القومية لجبل أوليمبوس الموجودة في مدينة كيمر. كما أنه يوجد محميات طبيعية أخرى مثل مغارة[ ؟ ] داملاطاش وكارين وأخدود وادى جوفر. تعرف المناطق المختلفة بالمقاطعة كونها مناطق ترفيه وتسلية ونزهة. حيث تعد مناطق التنزه في كوبرولو كانيون التي في مدينة مانافجات مغطاه بالغابات وذلك في مساحات كبيرة بدأ من حدود كوركوتالى – أنطالية بغرب أنطالية حتى كوملوجا التي تقع في الجنوب. وازدادت هذه المساحات بمجالات عديدة كمساحات الترفيه، حدائق الأطفال والمطاعم وغيرهم. كما أنه يوجد النافورات ومناظر الغابات في المنتجعات غرب مركز المدينة ويمكن أيضا للزائرين القيام بالرياضة الطبيعية. وتقام المصارعات العنيفة وتنظم الاحتفالات والألعاب وذلك أثناء المهرجانات التي تنظم في أشهر الصيف. أما بالنسبة لمنتجع قرية دويران الواقعة غرب المدينة فإن البركة الموجودة بها تعد مناسبة من أجل مهنة صيد السمك.
أصبحت مساحات الترفيه لسكان المدن اليوم عبارة عن حدائق[ ؟ ]، غابات صغيرة وسواحل. وبسبب التمدن السريع لهذه العناصر فلم يتم التمكن من التوزيع العادل بكافة أنحاء أنطالية، وتجمع السكان في أطراف السواحل أكثر وفي الأماكن القريبة من الساحل[ ؟ ].
ومن الممكن تصنيف مراكز التسوق التي ازداد عددها بشكل سريع في الأعوام الأخيرة كونها مناطق ترفيهية ذات فرص متوفرة بعيدا عن المناطق المكشوفة. وتتجمع الأبنية القائمة في المقاطعة في مركز التسوق في مركز المدينة. ويُذكر أن من بين مراكز التسوق ذات الصدى في المقاطعة مركز تسوق ميغرو،  كيبا،  لورا،  شي مول، ديبو،  مجمع أوزديلك  وتيراسيتى

## الإدارة
عمل المجلس الأعلى[ ؟ ] للانتخابات عام 2008 على زيادة عدد نواب أنطالية من 13 إلى 14 عضو وذلك من أجل انتخابات عام 2011 مستندا إلى أخر بيانات بشأن الكثافة السكانية.

### مقاطعة أنطالية في البرلمان التركى
المادة الرئيسية: نواب انطاليا
تُعد أنطالية من مدن تركيا التي قد حصلت على لقب المدينة الكبيرة وكان عدد نواب هذه المقاطعة 13 في الانتخابات العامة بتركيا عام 2007 وبذلك قام المجلس الأعلى للانتخابات العامة بتركيا عام 2011 بزيادة هذا العدد ليصل إلى 14 قبل الانتخابات العامة بتركيا عام 2011. وأثناء انتخابات نواب المجلس التي أجريت في 12 يونيه كان حزب العدالة والتنمية[ ؟ ] في أنطالية قد حصل على 6 مقاعد بتصويت بلغت نسبته 33,3% وقد حصل حزب الحركة القومية على 3 مقاعد بتصويت بلغت نسبته 20,93%.
وأثناء الانتخابات المحلية لعام 2014 لمندريس توريل يذكرأن النائب عن أنطالية قد ترك نيابته واختار رئاسة بلدة بيوك شاهير بأنطالية. ولذلك انخفض عدد نواب أنطالية لحزب العدالة والتنمية[ ؟ ] إلى 5 نواب أعتبارا من 6 أبريل 2014.

### التقسيم الإدارى
المادة الرئيسية: مدن مقاطعة أنطالية
خلال عام 2013 يذكر أن 19 مدينة تابعة لمقاطعة أنطالية وبُلدان هذه المدن قد صارت تابعة لبلدية بيوك شاهير بأنطالية وذلك بموجب قانون مركز بيوك شاهير الجديد والذي صُدق عليه في البرلمان التركى كما انه قد ضمت منطقة خدمات بلدة بيوك شاهير أنطالية حدود كافة مدن المقاطعة. وبموجب القانون ذاته فقد أغلقت كافة بلدان أنطالية ثم انضمت كونها أحياء إلى مركز المدينة التابع لها مثل كافة القرى.
تعد 5 مدن من 19 مدينة بأنطالية مناطق مركزية. هذه المدن هي اكسو، دوشيمى آلتى، كابز، قوينالتي وموراباشا. وفقا للانتخابات التركيا المحلية 2014 يقوم ثلاثة أحزاب بحكم كافة المدن في المقاطعة. ويدير حزب الشعب الجمهورى خمسة من هذه المدن ويُعد ثلاثة من هذه المدن هم المناطق المركزية. ووفقا لإنتخابات 2014 يدير حزب العدالة والتنمية[ ؟ ] عشرة مدن أيضا. ويعد واحدة من هذه المدن منطقة مركزية. كما أن يدير حزب الحركة القومية خمسة مدن. أما عن مركز بيوك شاهير أنطالية فيتولى شؤونه رئيس البلدة وهو عضو حزب العدالة والتنمية[ ؟ ].

## العدالة
حتى وقت قريب في أنطالية يتم تسيير خدمات النظام القضائى في المبنى الادارى القديم الكائن بشارع الجمهورية والذي تم أخلاؤه الآن بسبب عدم قدرته على مقاومة الزلازل. ومع الزيادة السريعة في عدد السكان جنبا إلى جنب مع السياحة فقد تم نقل كافة وحدات النظام القضائى الغير تابعة للقضاء الإدارى عام 1993 إلى المبنى الكائن في المنطقة الشمالية لمؤسسات أنطالية سبور. ومع تعثر هذا المبنى القضائى في الرد على الخدمات (اى تلبية رغبات المواطنين) بالشكل المرغوب وفي الوقت المناسب، فقد تم البدء في عام 2006 في إنشاء طرق برية أخرى فوق أرض أنطالية (هذة الطرق مواجهة لجامعة شرق البحر المتوسط) التي تقع في حى ملتم الكائن في شارع دوملوبينار، وفي عام 2008 ومع دخول هذا المبنى الجديد حيز العمل نُقل لة ما يقارب من 4 أضعاف المبنى القديم ولهذا السبب يُتوقع ألا تعيش أنطالية عناء البناء لفترة طويلة.يوجد حاليا في محافظات أنطالية 3 مراكز للمحاكم الجنائية وتُقدم الخدمات المرتبطة بمقاطعات سيريك ومانافجات وكمر وكوركوتلى لمركز المحكمة الجنائية بأنطالية، كذلك مقاطعات أكسكى وإبرادى وجوندوغموش لمركز المحكمة الجنائية بألانيا، بالإضافة لمقاطعات كوملوجا وفينيكى وكاش لمركز المحكمة الجنائية بإلمالى .وفي مركز المحكمة الجنائية بأنطالية يوجد رئيس نيابة وأثنان من نوابة إضافة إلى 40 مدعى عام يمارسون عملهم في مكتب النائب العام، وفي مبنى رئاسة لجنة العدل بأنطالية يتواجد أيضا ثلاثة محاكم جناية وتسعة محاكم جنائية ابتدائية وثلاث محاكم جنائية للصلح ومحكمتان تجاريتان وثلاث محاكم للمستهلك وثلاث محاكم للحقوق الابتدائية وثلاث محاكم للأسرة وثلاث محاكم لحقوق الصلح وأربعة محاكم تنفيذية ومحكمتان للعمل ومحكمة للمساحة، ويمارس ما يقرب من 58 قاض عملهم وهم مجتمعين في هذة المحاكم. أكبر سجون انطاليا هو سجن من النوع (إى) E هذا السجن المغلق في مقاطعة كابز وتواصل أنطالية تقديم الخدمات للسجون المفتوحة، بالإضافة إلى السجن الجديد من النوع إل (l) والذي تم بناؤة داخل حدود مقاطعة دوشمياتلى وتم البدء في تنفيذة في سبتمبر لعام 2007. يُرى ان أنطالية التي قامت برصد الطلبات المقدمة والبالغ عددها تسعة وستون ألفا ومائة وخمسون طلباو التي تم التحقيق فيها عام 2006 في مكتب المدعى العام بانطاليا، قد أحدثت زيادة تقترب من العشر بالمائة في معدلات الجريمة كل عام مع إضافة خاصية كونها (أي أنطالية) منطقة سياحية لهيكل أنطالية الذي يتم تحجيرة بأستمرار والأخذ في التماسك بسرعة كبيرة.

## وزارة المالية
توجد وزارة للمالية أيضا في انطاليا مع تشكيلها لايرادات ومصروفات وزارة المالية في شكل وحدات منفصلة، وكذلك وزارة لمصلحة الضرائب متعلقة بالدخل بشكل خاص، وهذة الوزارة تم تشكيلها مرة أخرى باسم إدارة المصروفات المتعلقة بالمصروفات ووزارة الخزانة.

## الحكومة المحلية
وفقا للانتخابات المحلية التركية عام 2014 نقدم في الجدول التالى رؤساء بلدة مراكز الاحياء والاحزاب:
المدينة عمدة المدينة الحزب المدينة عمدة البلدة الحزب أكسكى مصطفى إسماعيل أويصال حزب العدالة والتنمية[ ؟ ] أكسو خليل شاهين حزب العدالة والتنمية. 1 ألانيا أدم مراد يوجل حزب الحركة القومية دمرا سليمان توبجو حزب العدالة والتنمية. 2 دوشمياتلى تورجاى جنش حزب الشعب الجمهورى المالى اوميت اوتكين حزب العدالة والتنمية . فينيكى خان عثمان ساريغلو حزب الحركة القومية غازى باشا عادل تشليك اوزجنش حزب العدالة والتنمية . 3 جوندوغموش مجمد اوزون حزب العدالة والتنمية[ ؟ ] ابرادى سركان كوتشوك كورو حزب الشعب الجمهورى كاش خليل كوجاير حزب العدالة والتنمية. 4 كمر مصطفى غول حزب الحركة القومية كبز خاقان تونجو حزب العدالة والتنمية كونيالتلى محى الين بوتشك حزب الشعب الجمهورى . 5 كوركوتلى حسن جوكتشا حزب الحركة القومية كوملوجا حسام الدين شاتينكايا حزب العدالة والتنمية . 6 مانافجات شوكرو سوزان حزب الشعب الجمهورى مراد باشا اوميت اويصال حزب الشعب الجمهورى . 7 سريك رمضان تشاليك حزب العدالة والتنمية _ _ _ . 8

## الثقافة والصناعة

### أولا:المتاحف
المادة الاساسية: المتحف الموجودة في مدينة انطاليا.
يوجد في مراكز مدينة أنطالية وحدود ألانيا عدد كبير من المتاحف التي تقع في مدينة انطاليا. حيث يوجد إحدى عشر متحفا بٌدار عن طريق مؤسسات مختلفة في المدينة. ومن الممكن ان يوجد في متاحف أنطالية أشياء غاية في الأهمية متصلة بسنوات تأسيس الجمهورية في تركيا بم في ذلك العصر الأول بوجة خاص. وعند النظر من خلال سلسلة الأحداث التاريخية سنجد من خلال هذا الجانب أن المتاحف التي بدأت منذ متحف أنطالية وأستمرت حتى متحف منزل أتاتورك بمدينة ألانيا، هي من تحمى الاثار التي ستضيئ تاريخ انطاليا. وبالإضافة لهذة المتاحف يقدم أيضا متحف كاليتجى وكذلك متحف اثنوغرافيا كيزيل كولا في ألانيا خدمات كبيرة كونهم أحد المتحف الإثنوغرافية. يقدم متحف أنطالية الموجود في المدينة لزائريه أثار العصر الأول لمتحف اركيولوجى بألانيا ومتحف سيدا، وكذلك أثار العهد السلجوقى المتمثل في متحف إتشاكلى الموجود بألانيا أيضا بالإضافة لأثار عهد الجمهورية التركية المتمثل في متحف أتاتورك بأنطالية ومتحف منزل أتاتورك بألانيا. وخارج هذة المتاحف الموجودة بالمدينة هناك متحف لعبه بأنطالية الذي يعد متحف نموذجى وفي الوقت ذاتة فهذا المتحف يعد ثاني أكبر المتاحف في تركيا. تم البدء بتنفيذ خطط تأسيس متحف المدينة الذي بدأ مؤخرا في الانتشار في تركيا وفي أنطالية أيضا. ويقدم متحف المدينة بأنطالية خدمات كبيرة هذا العام كونة متحف ذات قسم مكشوف وكذلك في مبنى البلدة بالعاصمة.

## المواقع الأثرية والبقايا التاريخية
يوجد في المدينة عدد كبير من المواقع الأثرية التي لا يمكن حصرها. تم الكشف عن بعضهاهنا، فهناك جزء من القطع الاثرية الثمينة معروض في متحف أنطالية وتم عرض الهياكل (القطع الاثرية) بشكل مفتوح للزيارة. تم تسكين كهف كراين الواقع على بعد 30 كم شمال انطاليا بشكل مستمر عن طريق الاشخاص في عصور (البروتوهيستوريك) مثل العصر الحجرى القديم والعصر الحجرى الحديث والعصر النحاسى والبرونزى المبكر وكذلك في العصور الكلاسيكية . وياتى كهف كراين على رأس أقدم اماكن الإيواء (التوطين) في تاريخ الإنسانية. أٌنشئ في عهد الرومان[ ؟ ] باب لقلعة انطاليا (المعروف الآن بأسم كاليتشى) والموجه لزيارة مدينة كرال هادريانوس وبعد ذلك تم استخدامة من قبل مختلف الحضارات على مدار التاريخ. خرجت مدينة ترميسوس التي لم يٌستدل بشكل كامل عن تاريخ تأسيسها إلى الساحة التاريخية وحاصر الإسكندر الأكبر المدينة عام 333 قبل الميلاد ولكن أهالى مدينة ترميسوس لم يسلموها وظلوا صامدين. وقد نجت حتى يومنا هذا بقايا برجا وهي من مدن بامفيليا الاثرية والتي تأسست بهجرات اليونانيين في القرن الثاني عشر قبل الميلاد في أنطالية. يوجد في حى مدينة سريك أبسيندوس تلك المدينة الأثرية التي ظلت باقية منذ القرن العاشر قبل الميلاد وكذلك مسرح ابسيندوس الذي تأسس في القرن الثاني الميلادي. سيمنا الموجودة في حى دمرا هي واحدة من المستوطنات التركية النادرة والتي يمكن الوصول اليها عن طريق البحر فقط. وقد تكونت جزيرة كيكوفا والمناطق الساحلية المحيطة بها بهدف حماية التراث الطبيعى والثقافى والجغرافى. المدينة الأثرية (القديمة) سيمنا التي تقع داخل ولاية ألانى لحماية المحيط الخاص بجزيرة كيكوفا والتي تغطى مساحة قدرها 260 كم2 مسجلة بوصفها رقم 1 في المواقع الاثرية. ٌتظهر ميرا في دمرا ومقابر كايا ونقوش ليكتشا والعملات المعدنية أن وجود المدينة قد استمر اعتبارا من القرن الخامس الميلادي على الأقل. المدينة الأثرية القديمة سيدا[ ؟ ] يجب ان ٌتحول لشكل ساحة بتحويلها بالجدار المرتفع حول الأوركسترا في القرن الثالث الميلادي وفي المسرح المؤرخ في القرن الثاني الميلادي. ولو تم التفكير في الجدار الذي ربما يتم تحويلة أيضا لشكل حوض من بقايا الطلاء المانع لتسريب الماء فعندئذ لن ٌترى إمكانية لهذة التقنية. وٌعلم أنة في العهد المبكر للمسيحيين والذي تم من خلالة جعل الكنائس تدخل المسارح في القرن الخامس الميلادي، قد استخدمت كمكان قدسى (كنيسة مكشوفة). وبينما تتضمن باتارا والتي تشير لباتار وهو اسم المدينة في نصوص هيتيت التابعة للقرن الثالث عشر قبل الميلاد قطع خزفية تم اكتشافها في أكروبولو وكذلك خصائص العصر البرونزى الأوسط، يظهر أن تاريخ باتارا ينحدر بشكل كبير للفأس الحجرية القديمة والتي يعود تاريخها إلى العصر الحديدى والذي ظهر مرة أخرى في سفوح المنحدرات الشرقية للهضبة. يحفر أيضا أوليمبوس وهي واحدة من المدن الثلاثة عشر القديمة أسمها بأحرف من نور على القطع النقدية لإتحاد ليكيا والتي طبعت في اعوام 167_168 قبل الميلاد وذلك على الرغم من عدم معرفة تاريخ تأسيسها بشكل قاطع.وهي واحدة من الست دول صاحبة الحق بثلاثة اصوات في اتحاد ليكيا. قلعة ألانيا التي شهدت إستيطان مستمر وبلا توقف على مدار التاريخ بسبب صعوبة الوصول اليها من البر والبحر إضافة إلى كونها محمية طبيعية لا تزال صامدة حتى اليوم فهي من مئات القلاع التي تزين الأناضول كما أنها تعد واحدة من قلاع العصور الوسطى المحمية بشكل أكثر من جيد.

## الموسيقى
الاحتفالات الصاخبة وتنظيم حفلات العزف الألى على رأس الموسيقى الشعبية التقليدية لبلدة أنطالية وكذلك ألات النفخ وأنواع المزامير ويكون الدف والطبل أيضا ألات إيقاع.الرقصات الشعبية لبلدة أنطالية تمتلك خاصية إقليمية تسمى ب«فلكلورالتكا» مع الرقصات الشعبية التي تٌلعب في مناطق مجاورة لأنطالية ومحافظاتها وهذة المحافظات هي : بوردور واسبرطة وموغلا ومرسين.و يٌرجح تأثير البدو أيضا في المسرحيات الشعبية كما هو الحال في مجال الموسيقى بالمنطقة، وقد سٌرق هواء ملعقة (روح) قونيا في المقاطعات التي تقع في شرق انطاليا وهواء المضيق وشجاعة السوارى وطرق انامور وزبادى سيلينكا وهواء الجزائر. تٌمثل هذة المسرحيات بشكل فردى أو جماعى أيضا. (تكا زورتلاتماسى), وفقا لمن عاشو في المنطقة التي سلف ذكرها ولعبوا بها، فقد سٌميت بهذا الاسم بسبب أنها تعكس حركة ذكور الماعز المسمون بذكور الماعز تحمل (زورتلاتما) مفهوم القفز والوثب. يظهر تشابة كبير مع حركات صور ذكر الماعز مثل قفز المسرحية (أي تخطى الاحداث) والعودة للخلف (الفلاش باك) والوثبات الفجائية المليئة بالخوف والمناهضة.عنصر (زرتلاتما تكا) هو العنصر الأكثر وضوحا باشتقاقة 9/16 للشكل المعروف بالعرج الخفيف للرقص والرقص الموجود في موسيقى الفن بنمط يٌمثل 9/8. المسرحية المنتشرة في البلدة أيضا هي الشجاعة. سٌرقت تسعة أنواع مختلفة للشجاعة التي لٌعبت بثقل ومٌثلت بصعوبة بالغة في جميع أنحاء انطاليا.

## الطهي
خلال الثمانية قرون التاريخية، ظهرت في عصر الأتراك مطابخ مؤقتة في أنطالية وما حولها وكذلك ثقافة المأكل والمشرب واستمر ذلك في بعض النقاط واختلف في بعض النقاط الأخرى أيضا. ولكن ولكن تأثر ذلك بالثقافات الموجودة حولها بشكل دائم. يمكن تصنيف أطعمة أنطالية في خمس مجموعات وهم: شوربة وأطعمة للخضروات وأطعمة للحوم والنباتات وأنواع المأكولات البحرية. تسببت ثقافة الطهي بأنطالية أن تعيش داخل تغير وتحول مستمر يٌعد إحدى الشعارات التاريخية للفكر وثقافة الهوية نفسها حتى نجاحات القرن 20 كل ذلك تكون في إطار جغرافية الثقافة ذو التفاعل المتبادل. وعلى سبيل المثال حاول الكريتيين أن يتعلموا كيقية عمل زيت الزيتون لأهالى أنطالية. وفي الفترات السابقة أٌستخدم السمسم في أطعمة شعب أنطالية. أختفت وتراجعت هذة الثقافات بطبيعة الحال بشكل مفاجئ وحل بدلا منها قيمة أخرى في هذا الوقت. في الفترة السابقة بقدر ما كان مطبخ كاليتجى بأنطالية واسعا وبينما كان في ضخامتة التي تستوعب بعض أسر المطابخ بداخلة أيضا وبقدر ما صغرت عائلة أنطالية فنحن نرى ان مطبخ أنطالية قد بدأ يتأثر أيضا بهذا التغير بشكل مباشر وقد تم تهميشة.وٌجد في إحدى الطوابق السفلية في منازل كاليتجى بهذة الفترة مطبخان بشكل عام وأخر في الطابق العلوى. بعد القيام بأعمال التنظيف والغسيل في الطابق السفلى يٌنقل كل شئ للمطبخ الموجود في الطابق العلوى وهو مٌنظف ومٌنقى ومغسول وكذلك توجد دورات مياة رخامية ممهدة في الطابق السفلى والعلوى أيضا. يمكن ان تٌعد الحلويات مثل القطائف العربية ومربى قشر البطيخ ومربى البرغموت مع الفاصوليا التي يتم تقديمها كفاتح شهية من بين الأطعمة الخاصة بالمنطقة. الشوربة والزعتر والهجدة ومشروبات الدجاج والثوم راية الكوسى والكشك والأفاش وبورانى (مسمة بالبورانا في المنطقة) ولقاح التزمت ولقاح قفص الاتهام وأطعمة شيفة الطماطم وحلوى اليقطين (الكوسى) والبالوظة والحلاوة الطحينية والطيات والفطير والجرجير وحلويات الباستل والمعجنات هي من الاطعمة الفريدة من نوعها بكثرة في المنطقة التي تستهلك فواتح الشهية كالهلبيش وصلصة الثوم والكولا.

## الكرنفالات والاحتفالات
تٌنظم الكرنفالات والاحتفالات في فترات مختلفة في أنطالية. هذة الاحتفالات غالبا تكون كرنفالات صيفية تقام في هضاب الاجزاء العليا بأنطالية (مثل ا
احتفال مرتفعات الفاسليكان وكرنفال مرتفعات سوبدجو وكرنفالات ألانيا).وبالإضافة إلى ذلك نظم الشعب الذي يعيش ثقافة العلويين[ ؟ ] البكتاشيين-التركمان في منطقة كوركوتلى الاحتفالات أيضا (مثل كرنفالات عبد الموسى). وتٌنظم أيضا الاحتفالات في إطار قومى ودولى وكذلك الحال في الإطار المحلى ذاتة في أنطالية. أكبر احتفال على المستوى القومى هو جوائز تليفزيون أنطالية التي بدأ تنظيمها عام 2010. وعلى المستوى الدولى تنظم أنطالية مهرجان فيلم البرتقال الذهبى في شهر أكتوبر من كل عام.بالإضافة إلى ذلك يحتل مهرجان تمثال رمال أنطالية الدولى مكانة كبيرة كونه من بين إحدى التقاليد التركية وأكبر أحداث عالم التمثال الرملى.

## مهرجان فيلم البرتقال الذهبى بأنطالية
المادة الرئيسية: مهرجان فيلم البرتقال الذهبى بأنطالية.
يدعم مهرجان فيلم البرتقال الذهبى الذي تم تنظيمة على المستوى الدولى منذ عام 2005 بالإضافة إلى أنة أظهر منذ ذلك الحين اختلافا كبيرا للغاية مندفعا (مشتركا) مع مهرجان بلقيس الذي نٌظمت فعالياته عام 1953 بشكل مادى ومعنوى قطاع السينما التركية كل ذلك بصحبة مبادرة أفنى طولوناى رئيس بلدة أنطالية في الفترة عام 1964الأمر الذي جعلة يبدأ مشجعا صناع الفيلم التركى على إنتاج أعمال ذو قيمة وكذلك ناقلا رسالته التي اعدتها المنصة الدولية للسينما التركية تمهيدا لافتتاحها. وفي العام الثاني للمهرجان الذي بدأ تحت مسمى مهرجان فيلم أنطالية تم تنظيمة بأسم مسرح وموسيقى ومهرجان فيلم أنطالية. وأستمر المهرجان بعد ذلك بتنظيم مؤسسة الفن الثقافية بأنطالية ونٌظم بأسم مهرجان فيلم البرتفال الذهبى بأنطالية حتى عام 2005. تم تنظيم المهرجان عندما أٌضيف لمصاف الفئات الدولية للمهرجانات عام 2004 بأسم مهرجانات فيلم البرتقال الذهبى الدولى بانطاليا وتم البدء في الاحتفال بتقديم الهدايا أيضا في الفروع الدولية.
جوائز تليفزيون أنطالية.
المادة الاساسية: جوائز تليفزيون انطاليا.
نجحت هذة المنظمة التي تم تنظيمها بهدف العمل على زيادة قوة التمثيل في السوق الدولية للأعمال التركية والتي تهدف في المقام الأول إلى قيام واحدة من مدن انطاليا التي تتبادر إلى الذهن منذ الوهلة الأولى في التليفزيون من المدن التركية المشهورة في السينما بمهرجان فيلم البرتقال الذهبى عن طريق مؤسسة الثقافة والفن بأنطالية تحت مسمى جوائز تليفزيون إسماعيل جم في عام 2010 وكذلك تهدف لإيجاد مساهمة في تطوير صناعة التليفزيون في تركيا. في العام الأول حصد اسم المنظمة التي أٌنشئت بأسم إسماعيل جم الصحفى السابق والمدير السابق ل ار تى اف جوائز تليفزيون أنطالية والتي صدرت باسم إسماعيل جم وفقا لرغبة عائلة إسماعيل جم بسبب المشاحنات اثناء حفل توزيع الجوائز في العام الأول.

## مهرجان تمثال رمال أنطالية الدولى
المادة الاساسية: مهرجان تمثال رمال أنطالية الدولى.
وصل مهرجان تمثال رمال أنطالية الدولى الذي عٌقد لأول مرة في عام 2006 مع شعار الفن الحالى الأكثر طبيعية وإثارة ومتعة إلى كل عشاق الفن مع موضوع مختلف عن كل عام. تم تنظيم الحدث الذي عٌرف موضوعة بالإمبراطوريات عام 2013 بين شهرى مايو نوفمبر. ويحتل المهرجان الذي شارك بة نحاتى الرمال الدوليين مكانة كبيرة بين المنظمات العالمية لتمثال الرمال الأكبر مع بعض الخصائص مثل عدد الفنانين المشاركين وكمية الرمال المستخدمة واتساع المجال (المكان).

## اللهجة
وفقا لدراسة الأستاذة الدكتورة ليلى كراهان والتي تحمل اسم (منشورات جمعية اللغة التركية 630, انقرة 1996) لوضع اللهجة التركية المستخدمة في ولاية أنطالية داخل لهجات الأناضول الغربية فإنه يمكن تصنيف لهجات الأناضول على النحو التالى: المجموعة الغربية للهجات الاناضول
توحدت المجتمعات التي سميت بالتركمان والذين عاشوا في منطقة أنطالية مع مجتمعات (جماعات) التركمان الأخرين الموجودين في مرسين وأدانا وقونيا من حيث خصائص اللهجة. تنقسم لهجة انطاليا لثلاث مجموعات فرعية وذلك وفقا لدراسة الماجستير التي اٌجريت وهذة المجموعات هي :
1. لهجات فينيكى وكاش[ ؟ ] وإلمالى وكوركوتلى. # لهجة مركز انطاليا. # لهجة أكسكى ومنافجات. نتناول لهجة انطاليا بأعتبارها مجموعة فرعية منفردة في المجموعة الأولى للهجات غرب الأناضول. ويمكن سرد الخصائص الأساسية لهذة المجموعة الأولى على النحو التالى:
2. e المفوحة (:ä) هو صوت مميز لهذة المجموعة الشهيرة.
3. إذا تٌرك بأحد الجوانب عدم توافق الغليظ والرقيق الذي تسببة الحروف الصامتة C، Ç، فاصلة منقوطة، Y فان توافق الصوائت في هذة اللهجة يكون ذو قوة كبيرة. #الصوائت الموجودة خارج المقطع الأول والموجودة بجانب الصوائت الشفوية تكون مستوية (الصنوبر: الطين).
4. لاتوجد صوائت مستديرة.
5. يسقط غالبا صائت المقطع الأوسط الكبير (بورل: هنا).
6. الضمير Oهو عامة حرف صائت ضيق.
7. لا يٌسمع في المجموعة الأولى للهجات غرب الأناضول للصائت G الغليظ أسفل الفم مع (خ) المستخدمة بكثرة في لهجات شرق الأناضول.
8. يتسبب سقوط الصوامت Y، L بدمج المقطع في بعض الكلمات المحددة.
9. واقعة سقوط r وسقوط مقطع في المقاطع ذو حرف ال R تكون منتشرة كثيرا (فا: فار).
10. الضمير الشخصى الأول المفرد تكون غالبا لواحقه الخبرية -ın/-in, لاحقة الجمع للشخص الأول -ız/-iz .
11. تستخدم لواحق زمن الحال yorur/-yoru (-yörü)/-yor/-yo.
12. لاحقة الأمر للشخص المفرد الأول eyin\ayin وكذلك توجد بشكل مستقل.
13. وفقا للهجات الأخرى فان عدد الكلمات التي تحفظ أطوال التركية الأساسية في اللهجات التي تقع في مجموعة هذة اللهجة يكون متزايد بكثرة.

إضافة إلى المميزات المذكورة بالأعلى فإنه يوجد أيضا خصائص أساسية تبعد عن لهجات نطاليا وهي على النحو التالى:
1. تضيف الصوائت الواسعة خارج المقطع الأوسط ليس في هذه اللهجة (d, t, k) وتغيراتها الصوتية في لواحق المفعول بة والية.
2. يستخدم أيضا شكل -ḳa/-ke للواحق الصيغ الظرفية و -ḳan/-ken في بعض اللهجات.[177][178][179][180]

## التعليم
من حيث التعليم والتدريس توجد مؤسسات تعليمية قبل ال595 وحدة مدرسية في أنطالية التي تعد واحدة من المراكز التركية الهامة وكذلك المدارس التي قامت بتعليم (184 الف 525 طالب) 190 وحدة بدرجة متوسطة و (294 الف 626طالب) 681 وحدة الأولى و (21 الف 921 طالب). إضافة إلى أنه توجد جامعة البحر المتوسط التي تمثل جامعة الدولة في أنطالية. ومثلما يٌقدم التعليم للطلاب في هذة الجامعات من مختلف انحاء البلدة يٌقدم أيضا للطلاب القادمين من خارج الدولة وذلك مع برامج متغيرة للطالب وكذلك من خارج الولاية.عام 2011 نجح في الامتحان 51.27% أو بعبارة أخرى 19803 من 38618 الذين تقدموا بطلب (LYS) لاختبار تحديد المستوى مع (YGS) اختبار الانتقال للتعليم العالى الذي يمثل درجات توطين للجامعة. وحصل 9616 من هؤلاء الأشخاص على حق الذهاب لبرامج التعليم العالى و 4063 لكليات التعليم المفتوح و 3549 للاقسام التي يمكن ان تستقر مع (ygs) و 2575 شخص ايضاللبرامج دون اختبار. إضافة إلى ذلك فإن 6,73% من سكان أنطالية الذين تتراوح اعمارهم في سن الخامسة عشر فما فوق خريجى جامعات و 2,8% حاصلين على الماجستير و 0,06% حاصلين على الدكتوراة. معدل الالتحاق بالمدارس في الولاية يكون 23% في مرحلة ما قبل المدرسة و 99,8% في التعليم الإبتدائى و 8% في التعليم الثانوى و 625 في الثانوى العام و 38% في المدارس المهنية والتقنية.

## الجامعات
الجامعة الوحيدة النشطة في أنطالية اعتبارا من عام 2011 هي جامعة البحر المتوسط التي توفر التعليم ل 21,809 طالب في خمس معاهد وإحدى عشر مدرسة مهنية عليا وخمس مدارس عليا وإحدى عشر كلية والتي بدأت التعليم عام 1982. وتقدم جامعة أنطالية الدولية التي بدأت التعليم والتدريس في أنطالية في الفترة من 2012-2013 خدمات كونها مؤسسة ثانية للتعليم العالى الذي تأسس في الولاية مع مدرسة عليا وخمس كليات أيضا. ومن بين الجامعات التي تهتم بالتعليم في أنطالية:
الدولة: جامعة البحر المتوسط.
خاصة: جامعة أنطالية الدولية.

## التكنولوجياوالعلوم
مع بداية الألفية الجديدة عملت أنطالية على إظهار تطور في مجال التكنولوجيا. وقامت حديقة العلوم الموجودة بجامعة البحر المتوسط بعمل العديد من الأبحاث في هذا الصدد وكذلك وحدات Ar-Ge للمؤسسات المختلفة بالإضافة لمرصد توبيتاك. ولاية أنطالية تقع في المرتبة الحادية العشر في تركيا المتعلقة بهذا المجال مع 54 طلب براءة الاختراع الذي تم تقديمة عام 2011. يوجد في أنطالية وحدة واحدة بحديقة العلوم المرتبطة بجامعة البحر المتوسط. أكتسبت حديقة العلوم التي تم افتتاحها عام 2008 كثير من الاشتراكات في المجال الدولى وذلك تماشيا مع الإتفاقيات التي ٌأجريت في وقت قصير. إضافة إلى ذلك فأنه في الاجتماع الذي تم مع مجلس إدارة رئاسة جامعة البحر المتوسط وبعد فترة من تأسيس شركة مساهمة للتجارة والصناعة والطاقة والاستشارات البيئية Ar-Ge وبرمجيات التكنولوجيا الصناعية بأنطالية والتي تأسست كشركة عليا، ’فتح مكتب إتصال بالخارج في وادى السليكون وأصبح جزء المنطقة التكنولوجية الأكبر بالعالم. عدد المنشورات العلمية التي خرجت من أنطالية (في الفترة من 1981 إلى 2006) يقع في التصنيف العاشر بين المحافظات في تركيا (2978 منشور) مع 1,66% كعدد كامل للمنشورات التي خرجت من تركيا.

## الإعلام
تتصادف الأنشطة الصحفية في ولاية أنطالية مع الفترة الاخيرة للدولة العثمانية. بدأت الحياة الصحفية في أنطالية مع نشر حيدر روشتو أوكتم لصحيفة بأسم (الأناضول في أنطالية) عام 1920. وعملت هذه الصحيفة منذ تأسيسها على إبراز الوظائف الهامة أثناء النضال الوطنى.وقد عقبت صحيفة (الاناضول في أنطالية) في مركز انطاليا على نشر المجلة وكذلك الحال بالنسبة لكثير من الصحف. البث التليفزيونى غالبا ما يكون في نطاق وطنى. اليوم يقوم راديو تليفزيون البحر المتوسط في الولاية بالبث المستمر للتليفزيون المحلى VIP. وتطورت إلى حد كبير الصحافة المحلية في أنطالية حيث توجد 36 صحيفة محلية تقوم بالنشر المستمر في أنطاليةو توجد أيضا مؤسستان مهنيتان متعلقتان بالصحفيين المحليين: جمعية صحفى أنطالية ومنظمة صحفى أنطالية.الصحف المحلية التي ظهرت نتيجة للنشر: أنطالية: الأناضول في انطاليا (1920), أنطالية (1922), البحر المتوسط (1925), تركيا الجديدة (1926), انطاليا الرسمية (1927), زومورتوفا (1927), أنطالية الخضراء (1946), الشلال (1947), المحافظات (1948). ألانيا: بوسطة ألانيا (1948).
الصحف المحلية:
أنطالية: حقيقة البحر المتوسط، مانشيت البحر المتوسط، الطبعة الأخيرة للبحر المتوسط، القرن الجديد في البحر المتوسط، أنطالية، عاصمة أنطالية، قطار انطالياو هلال أنطالية، إعلان أنطالية، اتاق، أنطالية الغربية، البحر الأبيض المتوسط، جريدة البحر المتوسط، أنطالية اليوم، الخبر الأخير.
أكسكى: صوت أكسكى.
ألانيا: زورق تسايتونج بألانيا، ألبوم، ألانيا الغربية، خبر ألانيا، الانيا الجديدة.
إلمالى: إلمالى يوميا.
غازى باشا: ساحل غازى باشا.
إبرادى: إبرادى.
كاش: خبر كالكان، إعلام كالكان، خبر كاش المنير.
كمر: ضوء القمر، صحيفة كمر، عين كمر.
كوركوتلى: يوميات كوركوتلى.
منافجات: كلاس، ساحل منافجات، نهر .
سريك: طوروس نجم القمر، بوسطة سريك.
المنظمات التي ظهرت من النشر:
انطاليا: الحياة الجديدة (1920), الشرق (1922), التجارة (1927), تشاغلايان (1935), البحر المتوسط التركى (1937).
الراديو.
أنطالية: راديو جامعة البحر المتوسط، راديو مافى، أف ام نشتر، اف أم الحدث، راديو البحر المتوسط، راديو بوكسى، راديو ديلارا، راديو مارتن، راديو كومسال، راديو موبا، راديو مرجان، راديو طوروس لاين، راديو أوموت، راديو انطاليا تى أر تى، راديو تولو.
ألانيا: راديو فلاش، ميجا راديو، راديو تايم.
دمرا: اف أم دمرا.
كوملوجا: راديو اف أم، راديو الجميع، اف أم البحر المتوسط موجدا.
منافجات: نامال راديو، اف أم فينوس.
سريك : أبسيندوس راديو، اف أم يوكساليش.

## الرياضة
يوجد 197 نادى رياضى مسجل في المدينة و 58395 رياضى نشط بنسبة 7,443%. ويمكن القيام بالعديد من الأنشطة الرياضية في هذة الأندية وعلى رأسها كرة القدم وكرة السلة وكرة اليد والكرة الطائرة وألعاب القوى والمصارعة والجودو والكاراتيه والتايكوندو والتنس وتنس الطاولة وكرة الماء والسباحة.

## كرة القدم
تحتل كرة القدم مكانة كبيرة للغاية في أنطالية. أنطالية سبور الذي ينتحل اسم مستعار وهو «العقارب» يعد هو فريق المدينة ذو المستوى العالى. وينافس أنطالية سبور في دورى الدرجة الأولى ptt موسم 2013-2014. ويلعب 7083 شخص مبارياتهم في إستاد جامعة البحر المتوسط. وتنافس فرق كرة القدم المحترفة الأخرى بالمدينة فريق أنطالية سبور في بطولة الدورى الممتاز ومنها منافجات افرن سكس سبور وتكيزوفا بلدية سبور وسبورتوتو في الدرجة الثالثة.وينافس فريق أوحد للمدينة بكرة القدم النسائية في دورى السيدات مع أنطالية سبور 1207.

## أنطالية سبور
لم يحصل أنطالية سبور على أي بطولة كبرى في الدورى، وأفضل مواسمة عام 1998-1999 عندما حل بالمركز السادس برصيد 49 نقطة. وفي عام 1999-2000 لعب نهائى كأس تركيا مع جالطة سراى. وأفضل إنجازاتة في الكئوس الأوروبية كانت موسم 2000-2001 وكانت المركز الأول في كأس الاتحاد الأوروبى.

## كرة السلة

### كأس كرة السلة ببلدة أنطالية
إزداد الأهتمام في السنوات الأخيرة بكرة السلة في أنطالية.انتهت بطولة دورى كرة السلة التركية للأندية ببلدة أنطالية موسم 2006 -2007 , واكتسبت كرة السلة في المدينة مع تقدم مستوى دورى كرة السلة بيكو مستوى جديد. ويستمر فريق كرة السلة ببلدة أنطالية بالمنافسة في دورى كرة السلة بيكو منذ موسم 2007-2008.ويلعب 2500 شخص مبارياتهم في صالة أتاتورك الرياضية بأنطالية. وفي عام 2008-2010 فقد نافس الفريق الأخر بالمدينة وهو فريق بلديه سبور في دورى كرة السلة بيكو. وحتى وقتنا هذا ينافس كبز بلدية سبور في دورى كرة السلة الإقليمى للرجال بتركيا. ينافس فريق أوحد بالمدينة بكرة السلة للكراسى المتحركة في تركيا في نادى بلدة أنطالية لكرة السلة.

## كرة اليد
فاز فريق كرة اليد للسيدات ببلدة مراد باشا بالدورى الممتاز للمرة الأولى عام 2012 وكأس تركيا وبطولة كأس السوبر.وأستمر في المنافسة في الدورى الممتاز لكرة السلة للسيدات بتركيا. ويستمر فريق كرة اليد للسيدات تيليكوم بأنطالية الذي يمثل فريق كرة اليد النسائية الأخر بالمدينة ومعة فريق كرة اليد للسيدات سومر سبور 1960 سكيز اوغلو في صراعهم المتعلق بترتيب دورى القسم الثاني لكرة اليد للسيدات. فريق كرة اليد بأنطالية سبور للرجال هو فريق كرة اليد الذي ينافس في دورى أنطالية سبور لكرة اليد للرجال بتركيا. وعقب القرار الذي اتخذة مجلس إدارة أنطالية سبور قرر فريق كرة اليد للرجال الرحيل عن الفريق.و ينافس فريق كرة القدم للمحترفين تماشيا مع القرار الذي اتخذة مجلس إدارة أنطالية سبور في وقت سابق وكذلك الاتحاد التركى لكرة اليد في الدورى الممتاز للرجال وفي الوقت ذاته حازت الفرق مباشرة على حق المنافسة في الدورى الممتاز التركى لكرة اليد للرجال وٌوجد أيضا تقديم طلب للإتحاد التركى لكرة اليد مستفيدا من موادة. وقد ٌقبل طلب النادى للدورى الممتاز التركى لكرة اليد للرجال والذي تم قبولة من قبل الاتحاد بتاريخ 29 8 2012 . وينافس الفريق للمرة الأولى في الدورى الممتاز التركى لكرة اليد للرجال موسم 2012-2013. وبسبب أن فريق أنطالية سبور لكرة القدم للمحترفين يلعب مبارياته في إستاد جامعة البحر المتوسط فقد أسس مجلس أنطالية سبور إتفاقيات توأمة مع مجلس إدارة جامعة البحر المتوسط. وتم إتخاذ هذا القرار المتعلق بلعب فريق كرة اليد لمبارياتة مرة أخرى في الصالة الرياضية بيسيو بجامعة البحر المتوسط. ويمر هيكل فريق أنطالية سبور لكرة اليد للرجال بمرحلة إحلال داخلى كبير وكذلك فريق جامعة البحر المتوسط لكرة اليد للرجال والذي هبط من الدورى الممتاز التركى لكرة اليد للرجال موسم 2011-2012.

## الكرة الطائرة
يواصل فريق الكرة الطائرة للسيدات بنادى بلدية سبور بعاصمة أنطالية وفريق كرة الطائرة للسيدات كبز بلدية سبور منافساتهم في دورى الدرجة الثالثة للسيدات أروما. وفي السياق ذاته يواصل فريق الكرة الطائرة للرجال جنشليك سبور بكوركوتلى منافساتة في دورى الدرجة الثانية للرجال بأروما وكذلك فريق الكرة الطائرة للرجال تليكوم سبور التركى بأنطالية في دورى الدرجة الثالثة للروجال أروما أيضا.

## تنس الطاولة
تواصل فرق تنس الطاولة للرجال والسيدات بنادى أنطالية سبور منافساتها في دورى الدرجة الأولى التركى لتنس الطاولة.ومن جديد تتواصل رياضة تعليم شعب أنطالية من فرق تنس الطاولة للسيدات منافساتهم في الدورى الممتاز التركى لتنس الطاولة للسيدات .

## كرة الماء
ينافس فريق كرة الماء للرجال بنادى أنطالية سبور في دورى الدرجة الأولى لكرة الماء للنازحين الأتراك وعاد فريق أنطالية سبور أوائل صيف عام 2010 لفرع كرة الماء الذي نافس فية أعوام 1970 وفي الثمانينات.وشارك أنطاليةسبور بتصفية الدورى في إزمير بعد 24 عاما والتي بدأت من مجموعات مفتوحة ممثلة بكافة الأندية التي تأسست حديثا على الرغم من أن متوسط العمر 45 عاماو وتغلبت 4 فرق من أصل 18 فريق على كافة منافسيهم أثناء مرحلة المجموعات التي شاركوا بها مرة أخرى عام 2011. وصعد الفرق الكبرى للرجال بكرة الماء الذين استطاعوا الفوز بالبطولة لدورى الدرجة الثانية بمفردهم بسبب إستكمال المهزوم لتصفية الدورى في أدانا كبطل. واستكمل الفريق المسابقة التي ٌلعبت في أشهر الصيف لموسم 2012 كونة البطل الذي لم ’يهزم سوى مرة واحدة. ونجح فريق كرة الماء للنازحين الأتراك في الصعود من دورى الدرجة الثانية لدورى الدرجة الأولى. ولكن لم يتواجد مدرب فريق انطالياسبور لكرة الماء وكذلك المنطقة المنوط بها مباريات كرة الماء.
-المصارعة الزيتية
دخل مصارعو أنطالية في رياضة المصارعة الزيتية كيركبينار ذو المستوى العالى التي ٌنظمت في شكل منافسة المصارعة الزيتية في تركيا كأول ثلاث من كل عام منذ ذلك الحين وخاصة بفوزهم ببطولة المصارعة رجب جوروبوز عام 1988.احتل مصارعو أنطالية للمراكز الأولى على الأقل من المراكز 14 في 25 سنة الماضية من ثلاثية رجب جوروبوز في عام 1987 وحتى البطولة في 2012 , إضافة إلى أنة في هذة الفترة وجد الواحد وعشرون مصارع من مصارعى أنطالية أنفسهم في أحد المراكز الثلاثة الأولى لمنصة الفائزين. وعاد عثمان أينور الذي فاز بالمصارعة الزيتية كيركبينار عام 2009و محمد يشيل يشيل بطل المصارعة عام 2010 وعلى جوربوز الذي حصل على الحزام الذهبى أعوام 2011 و 2012 وإسماعيل بعلبان في عام 2013 كأبطال إلى أنطالية في أخر خمس بطولات.
-الرياضات الأخرى
نظمت مديرية الشباب والرياضة بولاية انطاليا أنشطة رياضية مختلفة للهواة في جميع أنحاء الولاية. وهذة المنشأت المختلفة ذات الانشطة المتعددة مثل ألعاب القوى وكرة السلة والكرة الطائرة والجولف والمصارعة وكرة القدم والجودو والتايكوندو وكرة اليد والتنس والرماية والسباحة توجد في محيط العاصمة. كما توجد مرافق للتزلج في المدينة الخفية ومنشأت وصالات رياضية مختلفة في المحافظات المختلفة.

## المحافل الرياضية التي ’نظمت في انطاليا
تم تنظيم العديد من المحافل الرياضية القومية والدولية حتى اليوم في أنطالية.

### بطولة أوروبا لكرة السلة عام 2001
نظمت بطولة أوروبا لكرة السلة للرجال في دورتها رقم 32 عام 2001 في تركيا. والتي استضافتها المنظمة التركية بالصالات الرياضية في إسطنبول وانقرة وانطاليا.و استضاف مركز انفاش إكسبو في انطاليا مباراتان في مرحلة التصفيات الثانية عشر في مرحلة المجموعات من أصل 36 مباراة اقيمت على مدار البطولة. بالإضافة إلى ان العرض الإفتتاحى للبطولة أقيم على مسرح أبسيدوس التاريخى في أنطالية.

### نهائى كأس تركياعام 2003
اتخذ الاتحاد التركى لكرة القدم قرار بلعب نهائى كأس تركيا موسم 2002-2003 في استاد أتاتورك بأنطالية. فاز فريق طرابزون بنتيجة 3-1 في المباراة التي اقيمت في الثالث والعشرين من إبريل لعام 2003 بين فريقى طرابزون سبور وجينجلربيرليجى اللذان وصلا لنهائى الكأس لنهائى الكأس وحمل طرابزون كأس تركيا للمرة السادسة لخزينة البطولات بالنادى.

### بطولة أوروبا لكرة القدم تحت 17 عاما لعام 2008
استضافت أنطالية بطولة أوروبا لكرة القدم تحت 17 عاما التي اقيمت في السويد موسم 2001-2002 للمرة الأولى وذلك في الفترة من 4:16 من شهر مايو لعام 2008 . وفي نهاية المباراة الخامسة عشر التي ’لعبت في ثلاثة استادات على مدار البطولة وبينما كانت إسبانيا البطل وتم إقصاؤها غلى يد تركيا البلد المصتضيف في نصف النهائى.

### بطولة العالم لكرة اليد الشاطئية عام 2010
’نظمت بطولة العالم لكرة اليد الشاطئية في انطاليا تماشيا مع القرار الذي اتخذة الغتحاد الدولى لكرة اليد في السادس من يونيو لعام 2009. واقيمت مباريات البطولة العالمية التي نظمت للرجال والسيدات أيضا في شاطئ لارا. وانهى النتخب البرازيلى للرجال والنرويجى للسيدات كأبطال للدورة. وحصدت تركيا التي استضافت البطولة على الميدالية البرونزية على مستوى الرجال والمرتبة الخامسة على مستوى السيدات.

### بطولة أوروبا لكرة القدم تحت 19 عاما 2012
’نظمت الدورة العاشرة لبطولة أوروبا تحت 19 عاما للسيدات التي بدأ تنظيمها موسم 1997-1998 في أنطالية في الفترة من 4:2 يونيو لعام 2012 تماشيا مع القرار الذي اتخذه الاتحاد الاوروبى في أكتوبر عام 2010. و’لعبت 15 مباراة في 4 ستادات على مدار البطولة التي شارك بها 8 فرق. وانتهت بفوز السويد بالبطولة. وحصدت تركيا البلد المنظمة والتي شاركت بالبطولة للمرة الأولى من الدورة بالنقطة التي اخذتها في مرحلة المجموعات.

### كأس العالم تحت 20 عاما 2013
لعبت سبع مباريات من أصل 52 مباراة في هذة الدورة التي تم تنظيمها في تركيا في الفترة من الحادى والعشرين من يونيو إلى الثالث عشر من يوليو عام 2013 والمنظمة بمشاركة 19 فريقا والتي بدأت بأسم بطولة كاس العالم للشباب عام 1977فى إستاد جامعة البحر المتوسط بأنطالية. وبينما فازت فرنسا بالدورة، أنهت تركيا البطولة في الدور ربع النهائى بعد ان خسرت 4-1 على يد فرنسا .

## معرض صور

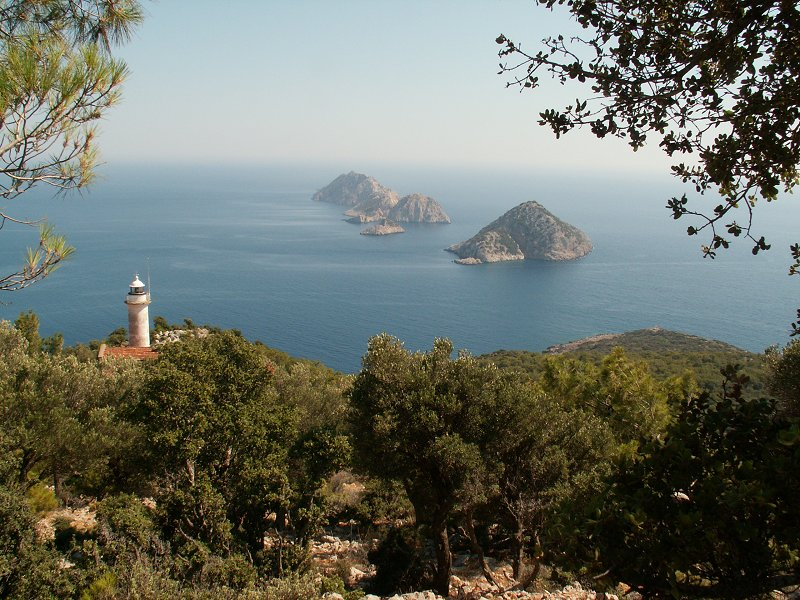
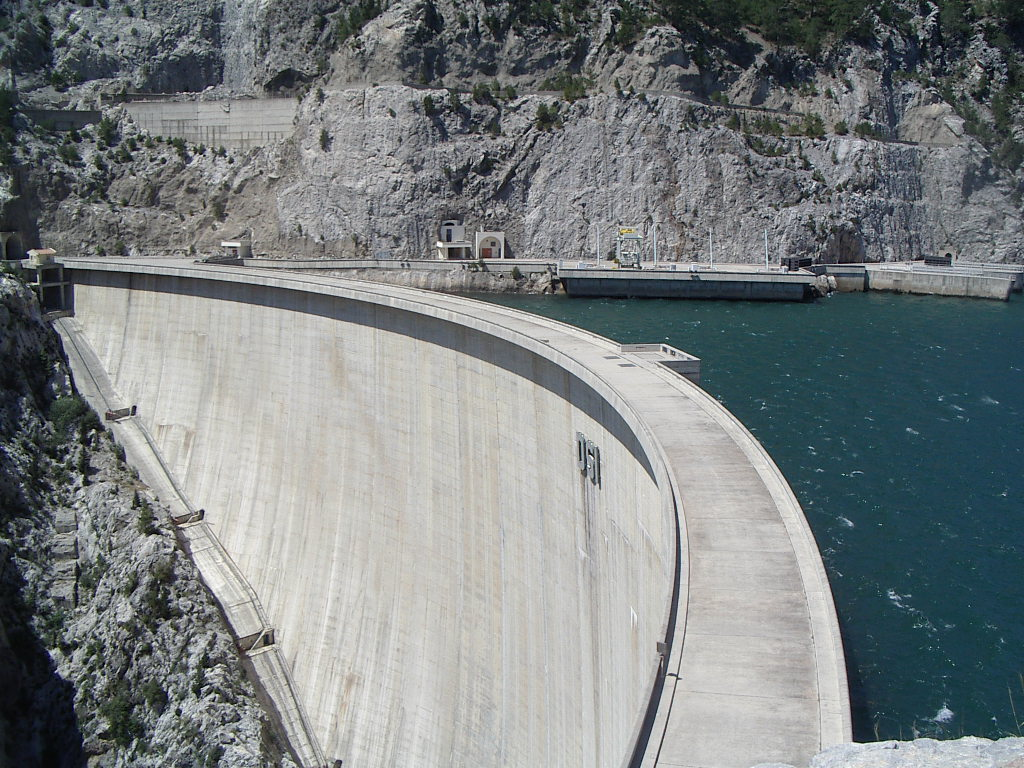
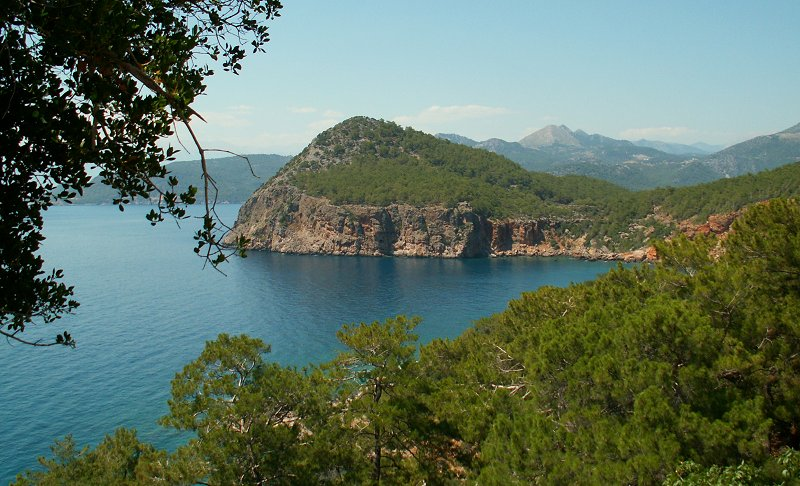